# ペーパーマリオRPG
『ペーパーマリオRPG』（ペーパーマリオアールピージー、PAPER MARIO RPG、Paper Mario: The Thousand-Year Door）は、インテリジェントシステムズが開発し、任天堂が2004年7月22日に発売したアクションRPG。ペーパーマリオシリーズの2作目。タイトルでは繋がっていないものの、NINTENDO 64で発売された『マリオストーリー』の実質的な続編。アメリカでは同年10月12日、ヨーロッパでは同年11月12日に発売。
続編として、『スーパーペーパーマリオ』が2007年4月19日に発売された（ただし、ジャンルはRPGではなくアクションアドベンチャー）。

## ゲームシステム
基本的には2004年日本語版について記述する。
今作では物語の開始時にピーチ姫から送られた宝の地図を手がかりに、7つのスターストーンを集めて宝の正体をつきとめることを目的に冒険する。前作の『マリオストーリー』と同様にステージが明確に分かれており、スターストーンが存在する場所にゴロツキタウンから向かいかけたところでステージのオープニングが始まる。そして目的を達成しスターストーンを手に入れるとステージクリアになる。その後は行方不明になったピーチ姫がマリオを助けるために情報を集めるストーリーが始まる。それが終了すると、今作ではクッパが宝探しに各地で騒動を起こすストーリーが始まり、再びマリオ側に戻る。これをステージ8まで繰り返す。
今作では各ステージの終わりにミニゲームとして「スーパークッパブラザーズ」がプレイできることもある（全3ステージ）。内容はクッパを操作する『スーパーマリオブラザーズ』風の横スクロールアクションゲームで、プレイするクッパ自体の「残り人数」は無限なため、何回ミスしても再トライできる。また、やられるたびにクッパの台詞も変わり、画面上のステージの右側の数字表記がどんどんあがる（ただし、一度クリアするとそれ以降はプレイできない）。さらに、「ピーチ姫ストーリー」というものも存在し、これも各ステージをクリアした後に進めることが可能。「テック」という心を持ったコンピューターと触れ合うかたわら、プレイヤー自身がピーチ姫を動かし少しずつ黒幕の目的を解明していく物語である。
ストーリーに絡みこそしないが、前作に登場した地名やキャラクターの名が随所に登場する（一部キャラクターは本作にも登場）。また前作でもキャラクターや仕掛けが紙のようにペラペラだったが、今作ではマリオが紙飛行機になってゆっくりと飛んだり、ページがめくれるような演出で橋ができたりと、紙らしさがさらに向上した。ほか、マリオの体の形（デザイン）も前作から少し変更されている。一方で前作と見た目の雰囲気こそあまり変わらないものの、物語の背景やシナリオなどにハードな描写が増えた。

### バトル
フィールドで敵に触れるとバトル（戦闘）開始となる。このとき、ジャンプやハンマーなどで攻撃すると先制攻撃ができる（逆に敵から攻撃されると先制攻撃を受けてしまう）。バトルではマリオから行動し、つづいて敵たちの番とターンが続き、この繰り返しでバトルが進行する。マリオが使うワザには攻撃力が設定されており、その数字と同じ分だけ敵にダメージを与えられる。ただし、敵に防御力がある場合は攻撃力から防御力を引いた数字がダメージとなる。防御力が攻撃力よりも上回っている場合はダメージを与えられない（相手の防御力を無視してダメージを与えられるワザも存在する）。敵を倒すスターポイントが手に入り、100溜まるとレベルアップする。また、ジャンプはコウラのある敵をひっくり返せるが、トゲのある敵、燃えている敵を踏みつけるとダメージを受ける。ハンマーは直接触れられない敵を安全に攻撃できるが、後ろの敵を攻撃できない。といった敵によって有効な攻撃などが決められている。

#### 舞台
本作ではマリオと敵のバトルは舞台の上で行われ、手前には観客席が観戦している。舞台上では背景セットが倒れてダメージを受ける、照明が落ちて当たりダメージや状態異常になる、煙で攻撃が当たりにくくなるといった演出が起こり、バトルに影響を与える。この舞台はマリオのレベルが上がると観客動員数の多い舞台で戦うことができる。また、観客にはマリオたちに空き缶や石を投げてダメージを与えたり、アイテムやコインを投げてくれたりといった様々なことをする客がいる。

#### コマンド
マリオ
ジャンプ
相手を踏みつける技を確認・使用できる。
ジャンプ (基本)
マリオの全ての攻撃技の基本となる通常攻撃の一つ。敵を踏みつけて攻撃。アクションコマンドは敵を踏みつける瞬間にAを押す。アクションコマンドに成功すると2回踏みつけられる。
クルリンジャンプ
スーパーブーツを手に入れると使える技。相手を踏みつけて攻撃し、次に回転して落下して攻撃する。フィールドで敵に当てるとこの技で先制攻撃することも可能。
ジャバラジャンプ
ウルトラブーツを手に入れると使える技。高く跳んで敵を踏みつけて攻撃し、次に回転して落下して攻撃する。
ガツーンジャンプ
マリオのブーツの2倍の攻撃力よりも大きい攻撃力で敵を1回踏みつける。
ツギツギジャンプ
アクションコマンドに成功すると踏みつけられる全ての敵を1回ずつ踏みつける。
ミニミニフミィ
通常のジャンプに「ミニミニ」の効果が付与される。
ネムラセフミィ
通常のジャンプに「ねむり」の効果が付与される。
フニャフニャフミィ
通常のジャンプに「ふにゃふにゃ」の効果が付与される。
タツマキジャンプ
まず敵を踏みつけて次に空中の敵すべてに竜巻でダメージを与える。ただし地上の敵には竜巻のダメージは与えられない。
レンゾクジャンプ
アクションコマンドに失敗するまで敵を連続で踏み続ける。また、最高記録も保存される。ただし一部の敵には上限が設定されている。
ハンマー
ハンマーを駆使した技を確認・使用できる。
ハンマー (基本)
マリオの全ての攻撃技の基本となる通常攻撃の一つ。ハンマーで叩いて攻撃する。アクションコマンドは左スティックを左に倒して星マークが登場した時に左スティックをはなすと与えるダメージが大きくなる。
かいてんハンマー
スーパーハンマーを手に入れると使える技。ハンマーを回転するように横に振って攻撃する。フィールドで敵に当てるとこの技をFP消費無しで先制攻撃するが、ウルトラハンマー入手後はこの攻撃で先制攻撃ができなくなる。
ウルトラハンマー
ウルトラハンマーを手に入れると使える技。かいてんハンマーの上位存在。ハンマーを回転するように横に振って攻撃する。この技で先制攻撃することも可能。
ガツーンナグーリ
高い攻撃力でハンマーで叩く。
ツラヌキナグーリ
ハンマーで叩く。防御力無視。
ハンマーナゲール
ハンマーを投げて攻撃する。どの敵にも攻撃できる無属性攻撃。
コンランナグーリ
ハンマーで叩く。うまくいけば敵を「こんらん」にできる。
アイスナグーリ
ハンマーで叩く。氷属性。うまくいけば敵を「こおり」にできる。
ジシーンアタック
地震を起こして攻撃する。攻撃力は現在のハンマーの影響を受けない。地震属性で地上と天井の敵にしか効かないものの防御力を無視し、ノコノコ系やメット系、シンノスケ系はひっくり返せる。
ファイアナグーリ
火を飛ばして攻撃する。火属性。攻撃力は現在のハンマーの影響を受けない。うまくいけば敵を「ほのお」にするが地上の敵にしか当たらない。
スペシャル
本作におけるゲージ消費技。スターパワーを消費して発動する技を確認・使用できる。
ゲンキゲンキ! - 最初から
マリオ・仲間のHP/FPを回復する。アクションコマンドは左スティックを左に倒して左スティックをはなす（これをやるとマリオがスターストーンのようなものを投げる）。マリオの顔＋ハート、表に出ている仲間の顔＋ハート、フラワー、毒キノコが上から複数登場する。カーソルが登場し、カーソルの方向にスターストーンのようなものを投げる。マリオの顔＋ハートに当てればマリオのHPが1回復する。表に出ている仲間の顔＋ハートに当てれば仲間のHPが1回復する。フラワーに当てればFPが1回復する。毒キノコに当てるとしばらくスターストーンのようなものを投げれなくなる。消費スターポイントは1。
デッカクドッカン - ダイヤモンドスター入手後
スターストーンで地震を起こして攻撃。アクションコマンドはAボタンを左から伸びるゲージに合わせタイミングよく押す。成功回数＋1の防御力無視ダメージを地上全ての敵に与える。成功数が増えると大きく地面が波打ち、空中にいる敵も巻き込む。消費スターポイントは2。
ジカンヨトマレ - エメラルドスター入手後
動きを止める巨大な爆弾を生み出す。敵、味方、観客のエリアにボタンが表示され、連打したエリアに爆弾が移動、巨大化していく。ボタンの割り振りは時間経過でシャッフルされる。敵エリアで爆発させることで敵を「ストップ」状態にできるが、味方エリアで爆発するとマリオ達がストップ状態になってしまう。ストップ状態にならない敵もいる。観客席で爆発すると観客が眠る。消費スターポイントは2。
ムキムキボディ - ゴールドスター入手後
数ターンの間、マリオと仲間の攻撃力・防御力を上昇させる。アクションコマンドは赤矢印および青矢印の描かれたゴールドスターにカーソルを合わせAボタンで撃つ。赤矢印が攻撃力、青矢印が防御力に対応しており、それぞれ一定数撃ち抜くごとに上昇量が伸びていく。毒キノコの描かれたゴールドスターを撃つと数秒の間カーソルを動かせなくなる。消費スターポイントは3。
カコンデポン - ルビースター入手後
スティックでルビースターを動かして線を引き、線で囲んだ敵に防御力無視の3ダメージを与える。敵の全身を囲みきれていない場合は0～2ダメージに減衰する事がある。線は制限時間内に何度でも引ける。消費スターポイントは4。
チョーゲンキ！ - サファイアスター入手後
マリオ・仲間のHP/FPを回復する。アクションコマンドは「ゲンキゲンキ！」と同じだが、毒キノコの数が減る代わりに大きなハートおよびフラワーが出るようになる。大きなハートおよびフラワーに当てるとマリオおよび仲間のHP、FPが3回復する。消費スターポイントは5。
イチゲキコロリ - ガーネットスター入手後
敵全てを一撃で倒す。即死への耐性を持たない敵にのみ有効。また、一部のボスにも効くことがある。アクションコマンドは画面に表示されるボタンを順番に押す。成功するたびに成功確率が高くなるがボタンの数が増え、最大で7回、素早くかつ正しくボタンを押す必要がある。消費スターポイントは2。
ズバットスター - クリスタルスター入手後
舞台裏から飛び出した星が敵全てに防御力無視、最大15のダメージを与える。アクションコマンドはA連打。消費スターポイントは6。

仲間
ワザ
仲間は一人につき最初は2種類の技を持っておりランクを上げるごとに技が増えていき最高で4種類にできる。技の種類はキャラクターごとに異なる。「全ての攻撃技の基本となる通常攻撃」「最初から持っている特技」「ランクを1段階上げると使える特技」「ランクを最後まで上げると使える特技」に分かれる。

マリオ・仲間共通
アイテム
持っているアイテムを使用・確認できる。ファイアフラワーなどのバトル専用のアイテムも少なからず存在する。敵がアイテムを持っている場合があり、その場合は敵がそのアイテムを使用する事もある。
ニカイアイテーム
アイテムを一度に2回使う。
サンカイアイテム
アイテムを一度に3回使う。
さくせん
ぼうぎょ
ぼうぎょを使用したターンのみぼうぎょ力が1上がった状態となる。アクションコマンドはない。チョロボンなどのぼうぎょが通用しない敵もいる。
にげる
バトルから逃げ出す。アクションコマンドはAを連打。ペケダー戦などのにげるが使用できないバトルもある。
アピール
スターパワーをためる。アクションコマンドはない。
なかまチェンジ
本作におけるバトルメンバー交代ポジション。現在表に出ている仲間と表に出ていない仲間の誰かを入れ替える。アクションコマンドはない。基本的にはなかまチェンジをするとターンを消費してしまうが「スバヤクカワール」のバッジを付けているとなかまチェンジをターンを消費せずに使えるようになる。
チャージ
マリオの場合はバッジ「チャージ」・仲間の場合は「チャージP」を付けると使用可能になる。
使用すると一時的に攻撃力を上げられる。
一部の敵も使用してくる。

#### 属性
本作にも属性の概念が存在する。属性によってはダメージを与える事ができず稀な例では回復させてしまったり大きなダメージを与えられる場合もある。
上からの攻撃
頭に尖った物が付いている敵と全身に尖った物が付いている敵と火の敵にダメージを与えられずこの属性の攻撃をした方がダメージを受けてしまう。天井の敵にも攻撃できない。マリオのジャンプ、クリスチーヌのずつきなどが該当する。
トゲーヲガード装備時のマリオの場合はトゲの敵にも攻撃が可能になり、アイスノチカーラ装備時のマリオの場合は炎の敵にも攻撃が可能になる。
地上での接近
高い上空を飛んでいる敵を攻撃できずヨコヤリ(トゲダルマーなど)にダメージを与えられずこの属性の攻撃をした方がダメージを受けてしまう。マリオのハンマーの他、チビヨッシーののみこみやバレルのバクハツなどが該当する。
ノコタロウのコウラアタックにはヨコヤリを無効化する効果をある他、トゲーヲガード装備時のマリオの場合はヨコヤリにも攻撃が可能になる。
のみこみ
防御力を無視できるが大きい相手等、吞み込めない敵も存在する。アイアンシンエモンにダメージを与えられる唯一の技。チビヨッシーののみこみが該当する。
無属性
特定の効果を持たない通常の技に該当する。
火
石でできている敵にダメージを与えられず火でできた敵を回復させてしまう。マリオのファイアナグーリやビビアンのカゲぬけパンチ、まほうのほのお、アイテムのファイアフラワーなどが該当する。
地震
地上と天井の敵にしか効かないが防御力を無視し、ノコノコ系やシンノスケ系はひっくり返すことができる。マリオのジシーンアタックやPOWブロック、ゆらゆらじしんが該当する。ノコタロウが受けるとひっくり返ってしまうが、クラウダとビビアンは宙に浮いているためダメージを受けない。
雷
クロクモーン・クモクモーンを回復させてしまう。かみなりドッカンなどが該当する。
氷
サイハテ村の敵を回復させてしまう。火でできた敵には多くのダメージを与えられる。マリオのアイスナグーリやこおりのいぶきなどが該当する。
竜巻
空中の敵にしか効かない。マリオのタツマキジャンプの竜巻が当該する。
爆発
火でできた敵には多くのダメージを与えられる。メット系には無効だが、シンノスケ系にはひっくり返す効果がある。バレルのバクハツなどが当該する。

#### 状態異常
ワザやアイテムにより、キャラクターが状態異常を起こす場合がある。中には、有利なものもある。状態異常を起こすとそのキャラクターの上に状態異常を示すフキダシとその効果が持続するターン数が表示される。敵も状態異常を起こす場合がある。
カチカチ / 防御力アップ
防御力が上がる。
ビリビリ
体に触れた相手にも1ダメージを与える。自分へのダメージは普通に受けるが、例外としてチョロボンやバサバサ系の相手にくっついてから攻撃するものに対してはダメージを受けない。
じわじわ
毎ターンHPまたはFPが少しずつ回復。
デカデカ
体が大きくなり、攻撃力が2上がる。
ヨケヨケ
体がゆらゆらと動き、50%の確率で攻撃をかわす。
ツヨツヨ
敵専用の状態で攻撃力が3上がる。マッチョガンス等が使用する。
しかえし
受けたダメージの半分を相手に与える。
とうめい
透明になり一切のダメージを受けなくなる。
ねむり
ねむってしまい、その間は行動ができない。一定ターンで起きるが、攻撃を受けると目を覚ますこともある。
ふにゃふにゃ
防御力が3下がる。
グルグル
攻撃するワザの命中率が50%下がる。
こおり
氷漬けになり行動ができなくなる。一定ターンで戻るが、その際にダメージを受ける。
ミニミニ
体が小さくなり、攻撃力が2下がる。
ストップ
時間が止まり一切の行動ができなくなる。
ほのお
ターンごとにダメージを受ける。一定ターンで戻るが、こおり系を受けても治る。
こんらん
50%の確率でなかまチェンジをしたり、味方を攻撃したり、逃げたりなど変な行動をとる。なかまチェンジの場合は交代先がランダムになり、またスバヤクカワールを装備していてもその行動が終了する。
どく
一定ターンの間、1ダメージを受ける。
ひっくりかえり
ノコノコ系やメット系、シンノスケ系などがかかる状態異常。通常のノコノコが引っくり返った時と同様、全く攻撃ができなくなるうえに「ぼうぎょ力」が「0」になる。

#### アクションコマンド
攻撃
攻撃をするときにボタンやスティックをタイミングよく操作すると、与えるダメージを増やすことができる。例えばマリオのジャンプはマリオが敵を踏む瞬間にタイミングよくAボタンを押すと踏んだあとにもう一度踏みつけることができ、通常より多くダメージを与えることができる。逆に失敗してしまうとダメージの量が減ったり、ワザを失敗してしまう場合もある。「アクションコマンド」の操作方法はワザによって違う。
ガード
敵の攻撃が当たる瞬間にAボタンをおすと、受けるダメージを半減（小数点切り上げ）できる。成功した場合、状態異常にする攻撃も無効化する。
スーパーガード
敵の攻撃が当たる瞬間にBボタンをおすと、攻撃してきた相手に1ダメージを与え、受けるダメージを0にできる。タイミングが通常のガードに比べて厳しい。

#### バトルスロット
マリオたちの攻撃でアクションコマンドが成功すると、画面右上にいろいろな絵柄が出てくる。同じ絵柄が2つ揃っているときにアクションコマンドを成功させると、画面中央に絵柄が大きく表示され、スロットが始まる。同じ絵柄が3つ揃うとBINGOになり、絵柄によってさまざまな効果が現れる。絵柄が3つ揃ったときの効果は以下の通り。
キノコ
マリオと仲間のHPが全回復する。観客が全席数の半分だけ増える。
フラワー
FPが全回復する。観客が全席数の半分だけ増える。
スター
スターパワーが全回復する。観客が全席数の半分だけ増える。
シャイン
HP、FP、スターパワーが全回復する。観客席が満席になる。観客を呼び戻すためか、最終決戦では最初のスロットで必ず揃うようになっている。
どくキノコ
HP、FP、スターパワーが半分になる。観客が全員いなくなる。

### ハートポイント・フラワーポイント・スターパワー
ハートポイント / HP
本作におけるヒットポイントでマリオ・仲間の一人ごとに存在する。現在値と最大値が存在し、基本的には仲間の現在値HPが0になると行動不能になりマリオの現在値HPが0になるとゲームオーバーになってしまう。敵にも存在し、敵のHPを0にすると敵を倒せる。「ものしりリスト」に登録されている敵に表示される敵のハートポイントはゲージに数字といった形で表示される。
フラワーポント / FP
本作におけるマジックポイントでマリオ・仲間共用として存在する。現在値と最大値が存在し、マリオ・仲間が特定の技を使用すると現在値FPを消費していき技を発動するのに必要な現在値FPが足りないとその技は使用できない。
スターパワー / SP
本作におけるゲージポジション。冒険を進めてスターストーンを手に入れることでマリオはスペシャル技を使えるようになり、これを使うためにスターパワーが必要になる。スターパワーはバトル中にアクションコマンドやアクロバット技を決めたり、アピールをしたりして観客を喜ばせるとたまっていく。

### メニュー
ここではメニュー以外の事も記述する。
マリオ（メニュー）
メニューではマリオの能力や状態を確認できる。
レベル
マリオのレベル。スターポイントを100個集める事でレベルが1つ上がりレベルが上がるとマリオのハートポイントの最大値・フラワーポイントの最大値・バッチポイントの最大値のどれか1つだけを上げられる。
スターポイント
本作における経験値。敵を倒すと貰える。強い敵ほど多くのスターポイントを落とす。マリオのレベルが高いほど敵の落とすスターポイントは減っていき最終的には敵はスターポイントを1つも落とさなくなるがたとえ全ての敵がスターポイントを1つも落とさなくても戦いに勝利すればスターポイントを1つ貰える。
ブーツ
マリオの履いているブーツ。攻撃力は「1」。新しいブーツを手に入れるごとに多くのジャンプ系の攻撃力が強化されて新しいジャンプ系の技が使用できるようになる。
スーパーブーツ
大樹の途中で入手できるブーツ。攻撃力は「2」。
クルリンジャンプ
スーパーブーツ入手後にフィールドで使えるようになる技。ある床を壊す事ができ大きいスイッチを押せる。
ウルトラブーツ
リバーサイド駅の途中で入手できるブーツ。攻撃力は「3」。
ジャバラジャンプ
ウルトラブーツ入手後にフィールドで使えるようになる技。高い所にある棒に掴む事が出来る。
ハンマー
マリオの持っているハンマー。攻撃力は「2」。新しいハンマーを手に入れるごとに多くのハンマー系の攻撃力が強化されて新しいハンマー系の技が使用できるようになる。
スーパーハンマー
ウーロン街の途中で入手できるハンマー。攻撃力は「4」。
かいてんハンマー
スーパーハンマー入手後にフィールドで使えるようになる技。大きなブロックを壊せる。
ウルトラハンマー
ウルトラブーツ入手後にゴロツキタウンで入手できるハンマー。攻撃力は「6」。
ウルトラハンマー（フィールド技）
ウルトラハンマー入手後にフィールドで使えるようになる技。
なかま（メニュー）
メニューはクリスチーヌが仲間になった際から登場。メニューでは仲間の詳細を見たり仲間をチェンジしたり出来る。
もちもの
現在持っているアイテムを確認したりアイテムを使用出来る。
アイテム
店で買ったり、フィールドで拾ったりする事で手に入れる事が出来る。種類は回復用のアイテムやバトルで敵を攻撃するためのアイテムなど様々である。
だいじなもの
特別な道具。ストーリーを進める上で重要な道具などがある。
バッジ（メニュー）
メニューはフランクリから「ガツーンナグーリ」をもらった際から登場。持っているバッジを確認したりバッジを付けたり外したり出来る。
バッジ
身に着けると効果が表れるアイテム。バッジにはマリオが新しいジャンプ系・ハンマー系の技が使えるようになるバッジやマリオや仲間をパワーアップさせるバッジなどがある。バッジを付けるにはバッジポイントが必要でバッジによって付けるのに必要なバッジポイントが異なる。敵がバッジを持っている事もありその場合は敵にそのバッジの効果が表れる。
バッジポイント / BP
バッジを身に着けるのに必要なもの。マリオがレベルアップした時にスターポイントを選択するとバッジポイントを増やせる。
たびのきろく
メニューでは地図などを確認出来る。
ちず
メニューでは地図を確認できる。新しいステージに行くたびに調べられる場所が増える。
スターストーン
メニューはフランクリからスペシャル技の説明を受けた（あるいはスペシャル技の事を聞いた）後から登場。
ものしりリスト
メニューはクリスチーヌが仲間になった後から登場。
バッジリスト
メニューはフランクリからガツーンナグーリを貰った後から登場。手に入れたバッジを確認できる。
おりょうりリスト
メニューはナンシーに一度でも料理を作ってもらうと登場する。

### 敵 (システム)
フィールド
敵は特定のフィールドに存在しておりマリオ達が近づくと敵はマリオ達を追ってくる（飛び道具を放つ種類の敵もいる）。マリオ達が敵と接触したりマリオが敵の飛び道具に触れる事で上述のバトルが始まる。一部の敵はマリオ達に先制攻撃をする形で接触する場合や飛び道具を放つ場合もあり、そのように接触したりマリオ達が敵の飛び道具に触れてしまうとバトルになった際に敵が先制攻撃をしてくる。逆にマリオ達がフィールドの敵を攻撃する形で接触をした場合はバトルになった際にマリオ達が先制攻撃を出来る。バトルでどのような先制攻撃をするかはフィールドでどんな攻撃で接触したか（あるいはどんな飛び道具を当てたか）による。
バトルに勝利するとコイン・ハート・フラワーなどを落としてくれて敵がアイテムやバッジを持っていた場合はそのアイテムやバッジを落としてくれる場合もある。
バトル
敵にもハートポイントが設定されている。敵がアイテムやバッジを持っている場合もある（その場合は敵の右側にアイテムやバッジがやや左側を隠す形で表示されている）。敵はマリオ達の次に行動をする。一部のボスキャラクターは複数の場所にハートポイントが設定されている場合がある。

### フィールド

#### アクション
移動
マリオが移動する。
ジャンプ
マリオがジャンプをする。階段を上る時に使用したりし、上に浮かんでるブロックに衝撃を加えたり踏みつけたり出来る。フィールドの敵に使用するとジャンプによる先制攻撃が出来る。
ハンマー
マリオがハンマーを振るう。物を叩く事ができ、フィールドの敵に使用するとハンマーによる先制攻撃が出来る。
のろい
黒い箱を開けるたびに手に入るマリオの能力。実際には呪いというよりも冒険の役に立つ能力である。
ヒコーキモード
ゴロツキタウンの地下の黒い箱を開けた後から使用可能。ヒコーキパネルに乗っている時に使用出来る。紙飛行機になって空中を飛べる。
ペーパーモード
ゴンババ城の黒い箱を開けた後から使用可能。縦に細長い隙間を通れる。
ローラーモード
ウスグラ村の黒い箱を開けた後から使用可能。ペーパーモードの進化形態のようなもので、3Dスティックを回すことでローラー型になり転がることができる。
ボートモード
トロピコアイランドの黒い箱を開けた後から使用可能。特殊な板の上に乗ると船に変身し水上を移動可能になる。

#### 通貨
コイン
本作におけるお金。使い道は多い。手に入れる方法は敵を倒した時に現れる場合があるコインを拾ったりなど様々。
ほしのかけら
フィールドの色々な所に存在するアイテム。キラロに渡すとバッジと交換してくれる。全部で100個ある。
シャイン
フィールドに存在する浮いたシャインの模様がついたブロックを叩くと手に入れる事が出来る。シャイン3つで仲間のランクを1つ上げられる。全部で42個手に入るが、仲間の数は7人なので、足りなくなる心配はない。
モンテ
ゴロツキタウンのゆうぎ場専用のアイテム。本作におけるカジノのコインポジション。ゆうぎ場で遊んだり、ゆうぎ場の景品と交換するために使用する。コインで買ったりゆうぎ場で遊んで成功する事で増やせる。コインで買う際は「3コインで1モンテ」という交換レートだが、モンテをコインに戻すことはできない。

#### 仕掛け
セーブブロック
空中に浮かんでいるSの字が付いたブロック。本作におけるセーブポイント。ジャンプで叩くとセーブする事が出来る。
かいふくブロック
空中に浮かんでいる眠っている顔をしたハートマークがついたブロック。本作における回復ポイント。上にコインのマークと数字（数はかいふくブロックごとに異なる）が表示されている。表示されている数字以上のコインを持っている時にジャンプで叩くと効果が現れジャンプで叩くと表示されている数字分のコインが減るがハートマークが起きて上に飛び出してマリオ・仲間両方のハートポイント・フラワーポイントを全回復できる。
コイン (フィールド)
敵を倒すと落とす事がある。拾うと所持しているコインが増える。
ハート
敵を倒すと落とす事がある。拾うとハートポイントを回復する。
フラワー
敵を倒すと落とす事がある。拾うとフラワーポイントを回復する。
アイテム (フィールド)
拾うとアイテムを手に入れる。
だいじなもの (フィールド)
拾うとだいじなものを手に入れる。
バッジ (フィールド)
拾うとバッジを手に入れる。
土管
別の場所と行き来できる土管。ごく一部は一方通行である。
ヒコーキパネル
紙飛行機のマークがついた床のパネル。ヒコーキモードを使用可能になった後は乗ると光り出すようになり乗っている状態だとヒコーキモードになる事が出来る。
縦に細長い隙間
建物と建物の間の隙間や鉄格子の隙間など。ペーパーモードで通り抜けられる。
顔のついたブロック
顔のついた黄色のブロック。ハンマーで壊せる。
?ブロック
はてなマークがついた黄色のブロック。本作における宝箱ポジション。地上に置いているタイプと空中に浮かんでいるタイプがある。攻撃を加えるとアイテムが出てくる。
?ブロック (赤色)
赤色の?ブロック。攻撃を加えるとバッジが出てくる。
スイッチ
ビックリマークがついた青色のスイッチ。黄色の台に丸みがあるスイッチが置かれているタイプと空中に浮かんでいる四角のタイプがある。衝撃を加えると消滅する。
スイッチ (赤色)
ビックリマークがついた赤色のスイッチ。青色のスイッチが異なり衝撃を加えても消滅しない。
どうじおしスイッチ
2つのスイッチ。黄色の台の上に四角の青色スイッチが置かれスイッチの中にビックリマークがついた丸い物がある。別々のどうじおしスイッチに同時に衝撃を加える事で起動する。
大きいスイッチ
大きいビックリマークがついた青色のスイッチ。クルリンジャンプで推す事が出来る。
扉の鍵
扉を入れなくするもの。決められた鍵系のだいじなものを使用する事で解除できる。
スイッチ (三角のマーク)
三角のマークがついたスイッチ。衝撃を加えると三角マークのブロックが上がったり落ちたりする。
ブロック (三角のマーク)
三角のマークがついたブロック。三角のマークがついたスイッチに衝撃を加えると上がったり落ちたりする。

#### 施設など
やど屋
特定のコインを支払う事でマリオ・全仲間のハートポイント・フラワーポイント・スターパワーを全回復できる。しゅくはくけんを使うと無料で利用できる。
アイテムショップ
アイテムを売っている店。アイテムが陳列されており、各アイテムに近づくとアイテム上部に値段や名称・効果が表示され、コインを支払うことで購入できる。アイテムショップにはショップポイントが存在し、アイテムを1つ買うと1ポイントが貰え、特定のポイント数を溜めるごとにアイテムが貰える。アイテムが貰えるポイント数は固定されており（ショップ内にある紙で調べることが出来る）、基本的には序盤から手に入るアイテムよりも後から手に入るアイテムの方が高級（効果が強力など）である。溜められるポイントには上限があり、上限までポイントを溜めると0ポイントからやり直しになる。理論上は、ショップポイントを利用して序盤から高級なアイテムを複数手に入れることが可能である。
バッジショップ
ゴロツキタウンにあるバッジを売っている店。バッジが陳列されており、「とくばいひん」と「そのほか」のメニューが存在する。とくばいひんは、アイテムショップと同様に各バッジに近づくと上部に値段や名称・効果が表示され、コインを支払うことで購入できる。また、店員に話しかけて「かいにきた」を選択し「そのほか」を選択すると、バッジ・値段・効果が表示され、こちらもコインを支払うことでそのバッジを買える。売っているとくばいひんとそのほかのバッジは時間の経過により変わる。比較的、とくばいひんの方が値段が安い。なお、購入したバッジは店頭から無くなる。
キラロ
「#キラロ」を参照。
ミステール
「#ミステール」を参照。
サンデール
「#サンデール」を参照。
ダマス
「#ダマス」を参照。
ナンシー
「#ナンシー」を参照。
ゆうぎ場
ゴロツキタウンの施設で本作におけるカジノポジション。スロットマシンとのろいを利用したミニゲームを遊べる。スロットマシンやミニゲームを遊ぶにはモンテを払いスロットマシンやミニゲームでいい結果を出すとモンテをもらえる。モンテはモンテッテから買える。モンテは景品（アイテム、バッジ）と交換できる。交換できる景品はカードを入手するたびに増える。
スロットマシン
モンテを1枚払うと3つのリールが回転を始めてプレイヤーは3つのリールの回転を止める。リールの絵柄はモンテオーネと星と7がある。絵柄が3つ揃うとモンテがもらえ、モンテオーネは3枚で星は15枚で7は100枚である。
2024年版ではスロットマシンは廃止されて別のモンテを使う物に変更されている。
ミニゲーム
のろいを使ったミニゲーム。全部で4種類あり遊ぶには各ゲームに応じたカードが必要。1回のプレイにつき10モンテ支払う。
「ヒコーキモード」ゲーム
「スペシャルカード」入手後に遊べる。
「ペーパーモード」ゲーム
「シルバーカード」入手後に遊べる。
「ロールモード」ゲーム
「ゴールドカード」入手後に遊べる。
「ボートモード」ゲーム
「プラチナカード」入手後に遊べる。
とうぎ場
ウーロン街の施設。ステージ3では主に行う事になる。
最初（20位 - 11位）は2部リーグのひかえ室を使う事になり10位 - 1位は1部リーグのひかえ室を使う事になりチャンピオンはチャンピオンの部屋を使う事になる。
ベッド
ひかえ室にあるベッド。2部・1部リーグのベッドを利用すればHP・FPが全回復しチャンピオンの部屋を利用すればHP・FP・SPが全回復する。
ランキング
全部で20位から1位と1位よりも上である最上位のチャンピオンがある。20位から11位は2部リーグとされており10位から1位は1部リーグとされている。最初は最下位である20位となっており下記のランキングマッチによって順位が変わる。
ゲームボーイアドバンス
ランキングマッチ
とうぎ場の他のチームと戦う。グレート・ゴンザレスが最下位の場合と前回のランキングマッチでルールを守った場合（グレート・ゴンザレスがチャンピオンの場合を除く）は戦うチームが順位が1つ上のチームとなり、前回のランキングマッチでルールを破った場合（グレート・ゴンザレスが最下位の場合を除く）とグレート・ゴンザレスがチャンピオンの場合は戦うチームが順位が1つ下のチームとなる。
順位が1つ上のチームとの試合に勝てば順位が1つ上がり順位が1つ下のチームとの試合に負ければ順位が1つ下がる。順位が1つ下のチームに勝つと順位は変更されない。
ランキングマッチでは1つルールを守る必要があり試合でルールを破ると上記のように次のランキングマッチで順位が1つ下のチームと戦う事になる。出されるルールはランダムとなっておりルールは特定の条件を満たすか特定の条件を満たさないか（特定の行動を起こさないなど）のどちらかである。
11位の状態で10位に勝利したり（10位の状態で11位に敗北しかり）1位の状態でチャンピオンに勝利すれば（チャンピオンの状態で1位に敗北すれば）現在使用している部屋が変更される。
2024年版では1つ上のチームとのみ戦う事になる（実質的に順位が下がる事はない）が勝利してもルールを破っていれば順位が上がらなくなった。
ランキングをみる
グレート・ゴンザレス（マリオ達）や他のチームをランキングを見る事が出来る。
2024年版では選手の画像も見る事が出来る（まだグレート・ゴンザレスが勝利してないチームの選手はシルエットとなっている）。
ルールかくにん
試合のルールを確認する事が出来る。
エキビションマッチ
2024年版で追加された項目。いままでに勝利したチームの中で一人を選んで自由に戦える。
レベーラ
「#レベーラ」を参照。

## ストーリー
遠い昔、あるところにそれはそれはとても栄えた街があった。しかしあるとき、大きな災いが降りかかり一夜にしてその街は地の底へ沈んでしまう。そしてそれから年月がながれ、全てがおとぎ話となった頃、何もなくなったその地に人が集まり新たな街が形成された。
その新たな街には「地下にはむかしの街のお宝が今もそのまま残っている」という言い伝えが残った。これが港町ゴロツキタウンに伝わる1000年の扉の財宝伝説である。
そして、時は流れ、ピーチ姫がキノコ王国を巡る旅をしている途中、ゴロツキタウンに立ち寄っていた。ある時、街の中を散策していたピーチ姫は物売りのおばあさんから綺麗な箱をもらう。すると、手にした箱が突然光りだした。
それからしばらく経ったある日、マリオのもとに手紙が届く。差出人はピーチ姫であった。それにはこのようなことが書かれていた。
「私は今、キノコ王国を巡る旅に出ているのですが、宝の地図を手に入れました。ゴロツキタウンという街で物売りのおばあさんからもらった箱に入っていたのです。私一人じゃ宝探しは大変なので手伝ってください。地図は手紙に入れておいたのでそれを持って、必ず来てください。ゴロツキタウンの港で待っています。」
その手紙を読んでゴロツキタウンの港に来たマリオだったが、ピーチ姫の姿が見当たらない。港で姫を探しているとフランクリ先生を探しているクリボーの女の子、クリスチーヌと出会う。彼女に地図のことを話すと、彼女の恩師である考古学の権威、フランクリ先生から話を聞くことができた。
フランクリによると、伝説の宝を手にするためには7つのスターストーンという宝石を集め、1000年の扉を開かなければならないという。この地図は七つのスターストーンのありかを指し示す魔法の地図だったのである。
宝を追っていけばピーチ姫とめぐり会えるだろうと思い、マリオは新たな冒険に出るのであった。

## 登場キャラクター
基本的には2004年日本語版について記述する。

### 主要人物
マリオ
主人公。今作ではピーチに宝探しに誘われて「ゴロツキタウン」にやってきた。道中さまざまな呪いをかけられていく。愛用のメールツールは『スーパーマリオワールド』を中心にマリオシリーズの曲を着信音に設定している（ステージ3での匿名メールでは『スーパーマリオブラザーズ3』の氷の国の音楽が流れている）。攻撃方法は「ジャンプ」と「ハンマー」。
ほとんどの作品では有名人だが本作は知名度が低く名前を間違えられることが多く、また敵や一部のキャラクターからは「ヒゲ」「ヒゲのおっさん」と呼ばれるときもあり、仲間以外の人物からまともに「マリオ」と呼ばれることは少ない。各ステージクリア後に各ステージのキャラクター達がマリオの元に集まり見送られるのが本作の定番になっており、徐々に（一部では「マリオ」としてではなく、「グレート・ゴンザレス」としての）知名度が上がる様になる。その他にステージ2ではクラウダを仲間にした際にプニオから「マダムキラー」と呼ばれ、ステージ3では闘技場プロモーターのガンスから「グレート・ゴンザレス」という妙なリングネームを付けられている。キャッチコピーは「地獄から来た処刑人」で再戦は「アイルビーバック」。しかし周囲から好かれているのは変わらず彼に救われた者は皆マリオに感謝しており、ステージ3クリア後に再びチャンピオン戦に挑むとファンから「お帰り」と復活を喜ばれていた。更に本作最終ボスのカゲの女王を倒し世界を救った事で知名度が完全に上がった。またルイージのファンからの依頼でマリオがルイージに変装してルイージのファンに話しかけた際はマリオをルイージ本人と思い込み、偶然現れたルイージ本人を逆に偽者と誤解してルイージ本人を馬鹿にしてしまい、マリオは逆に自分が『ルイージに変装した偽者』だと主張しなかった為にルイージのファンは最後まで誤解したままだった。
クリスチーヌ
プロローグでペケダーを倒した後に仲間になる、クリフォルニア大学の3年生である女の子のクリボー。普通のクリボーとは違い、顔の色はうすピンク。金髪でポニーテールをしており、頭にはライトをつけた帽子をかぶっていて、首に赤いネクタイのようなものをつけている。「ものしり」という能力でマリオの冒険をサポートする。自己主張が強い性格で、自分のことを「カワイイ」と思っているなど、自信過剰な面もある。マリオに淡い好意を抱いており、ゲームの前半では、マリオにキスをしたチュチュリーナに対して嫉妬していたが、ピーチ姫のこともあってエンディングまで「マリオの仲間で友人」を貫いていた。パイダースやチュランタラーなど、蜘蛛が苦手（だからといって攻撃できないわけではない）。
バトルでは、敵をずつきで攻撃したり、敵の情報を辞書で検索することができる。「ものしり」で敵を1度調べると、以後その敵の下に残りHPが数字とゲージで表示されるようになる。
エンディングではフランクリの助手として働いていることをマリオに手紙で明かしている。
使用できるワザは「ずつき」「ものしり」「れんぞくずつき」「おうえんキッス」。
海外版の名称は「Goombella」。
ノコタロウ
ステージ1でゴンババ城に向かおうとしたところで仲間になる、「ハナハナ村」在住の片目が垂れ目の男の子のノコノコ。服は水色のジャンパーで下は青いズボン、白い靴を履いており、鼻にバンソウコウを付けている。気弱だが、父親を見つけるために勇気を出してマリオについていくことを決め、父親を救出するために恋人であるノコリンのもとを離れる。その後、父が救出されてからは、父やノコリン達に誇れるように成長するべく、マリオ達についていく。前作のカメキポジションであるが、待機したままでマリオが移動でき同時にスイッチを押したりなどができる。
バトルでは、五体をコウラに引っこめ体当たりして攻撃する。仲間では唯一最初から「ぼうぎょ力」を「1」持っているが、敵のノコノコと同様、ジャンプ攻撃や地震攻撃を喰らうとひっくり返って「ぼうぎょ力」が無くなるうえに、しばらく行動不能になってしまう。
エンディングではハナハナ村の村長になってハナハナ村をもっと平和にすることが将来の夢であることがクリスチーヌの手紙で判明する。
使用できるワザは「コウラアタック」「シュビビンコウラ」「コウラのまもり」「つらぬきコウラ」。
海外版の名称は「Koops」。また、アートギャラリーの没デザインでは甲羅のリュックを背負ったり、浮き輪&水中メガネを身に着けているイラストが描かれていた。
クラウダ
ステージ2で「ネックレス」を返却した後に仲間になる、元女優の雲の精霊。舞台女優時代は「マダム・クラウダ」という芸名の有名な女優であり、現在も根強いファンがいる。舞台の世界で仕事をこなすうち心労が溜まってしまったため（クラウダ曰く舞台のウラのドロドロした「オトナの世界」に疲れてしまったらしい）、女優業を辞め「ふしぎの森」に家を建てそこで静養をしていた。体は全体的に薄紫色で、イヤリング、ネックレス、腕輪などを付けており、胸も大きくお金持ちらしい雰囲気が漂っている。また、ネックレスがないと恥ずかしくて外に出られないという。現在は年齢もあり太り気味（ムチムチと称される）だが、バーのチューさん曰く昔は本当に美しかったらしい。マイペースな性格で、色気を込めた口調で喋り、マリオを含むほとんどの登場人物を「ちゃん」付けで呼ぶ。マリオのことを大変気に入っており、本人曰く「無口でダンディなところが魅力」らしい。
ムチムチな身体を使ったボディプレスが得意なほか、風を起こして「見えないなにか」やいろいろな物を吹き飛ばすことができ、敵に風を吹きかけると「グルグル」状態にすることができる。また、空中に浮いているのでバトルでは地震攻撃の影響を受けない。バレルほどではないが、HPと攻撃力が高めである。
エンディングでは舞台女優として復帰したことがクリスチーヌの手紙で判明する。
使用できるワザは「ムッチムチプレス」「ふきとばし」「セクシーキッス」「ヨケヨケスモーク」。
海外版の名称は「Flurrie」。また、アートギャラリーでは没デザインとして日傘を持ったクラウダが描かれていた。
チビヨッシー
ステージ3でタマゴが孵った直後に仲間になる、「ウーロン街」のホットドッグ屋からもらったタマゴから生まれたヨッシー。モヒカンのような髪形をしている。色は普通は緑だが、青や赤など違う色のヨッシーもおり、タマゴをもらってから孵化するまでの時間によって色が変わる（黒と白は珍しい）。生まれたばかりで小さい体にもかかわらずパワフルで、マリオを乗せて早く走れたり、ふんばりジャンプで少し遠いとこまで運んだりできる。性格は少し生意気で口調もやんちゃ坊主風。ただし、内心はまだ赤ん坊であるためキスを知らないという一面もある。なお、「チビヨッシー」とは仮名で、孵化直後に自由に名前を付けることができる。ウーロン街で出会ったため、マリオのことを闘技場でのリングネームである「ゴンザレス」とよび、以後も格闘家として尊敬している。別れの際に初めて「マリオ」と呼ぶが、それでも自分にとっては最後まで「ゴンザレスはゴンザレス」だと言っていた。男の子のような振る舞いをするが、かわいいクリボーの女の子を求める依頼に対し、チビヨッシーを連れて行っても依頼人に男だという指摘をされない（ノコタロウやバレルを連れて行くと指摘される）ため、ヨッシーなので雌雄はないか、女の子である可能性がある。
攻撃一発ごとの威力は低いが、連続ヒップドロップなど連続した攻撃が得意で、連続攻撃という特性上、｢ヒップドロップ｣は甲羅をもつ敵にはかなり効果的である。そのほかの防御力のある敵に対しては無力であるという弱点があるが、防御力を無視して攻撃できる「のみこみ」でカバーできる（ただし、空中の敵には無効）。
エンディングでは「グレート・ゴンザレス・ジュニア」というリングネームで闘技場のファイターになったことがクリスチーヌの手紙で判明する。
使用できるワザは「ヒップドロップ」「のみこみ」「ミニミニタマゴ」「たいぐんヨッシー」。
海外版の名称は「Yoshi Kid」。没になった名前は「ベビーヨッシー」。
ビビアン（Vivian）
ステージ4で「イチコロバクダン」を返却した後に仲間になる、カゲ三人組の末っ子で赤い帽子の炎使い。最初に登場したステージ2では中ボスとしてマリオに戦いを挑んだ。一人称は「アタイ」で、クリスチーヌも可愛いと言うほどの女の子のように見える男の子。所属していたカゲ三人組の中で虐げられており、マリオに探し物を見つけてもらっただけで仲間になる。その際ある事情で相手がマリオだと気付いていなかったのだが、その後マリオだとわかった後も、敵でありながら自分に優しく接してくれたマリオと行動を共にした。体は男性ではあるが、それを指摘したのはオリジナル版のマジョリンとサブイベントのクリボーのみで、皆には女性として扱われており、女性的な優しい性格をしている（クリスチーヌに至っては、ものしり使用時に「自分よりカワイイかも…」と呟くほどである）。（体の性別では）同性であるマリオに対して異性として恋心を抱いており、カゲ三人組の名乗りを三姉妹と言うなど自身を女性と思っている節がたびたびある。カゲの女王を倒した後のマリオとのお別れの際に告白しようとしたが、クリスチーヌと同様にピーチ姫の事もあって告白しなかった。
カゲの中にもぐりこむことができ、カゲの中にマリオを隠して敵の目をあざむくこともできる。バトルでは炎の魔法が得意で、通常攻撃で相手を「ほのお」の状態異常にすることができる。下半身が地面にくっついているように見えるが、実際には空中に浮遊しており、地震攻撃の影響を受けない。
エンディングではマジョリン・マリリンのところに戻ったことがクリスチーヌの手紙で判明する。
使用できるワザは「カゲぬけパンチ」「カゲがくれ」「まほうのほのお」「メロメロキッス」。
海外版の名称も「Vivian」。また、没になった案ではおばけ3姉妹の末っ子で撒き毛がある点が共通していた。完成図では帽子の先が炎になっている以外は同じデザイン。
リメイク版では世界共通で体は男の子だけど心は女の子（MTFのトランス女性）という設定で統一されている。基本的に他者に体の性別を指摘される場面はなくなり、自ら打ち明ける形になっている。また、アートギャラリーにおいても3姉妹として描かれている。
バレル
ステージ5で「ビンテージ・レッド」を飲ませた後に仲間になる、元航海士の船乗りボムへい。操舵桿の形をしたゼンマイ、白い帽子、白い髭に銅色のボディをしている。スカーレットという妻がいたが、彼女が病に倒れたときに航海で家を空けていたため、妻が死んだのを自分のせいだと思い込み、それ以来航海をやめていた。だが、マリオ達の励ましとスカーレットが死に際に残した手紙により再び海に出ることを決意した。その後、コルテスの怨念からマリオ達を庇い、自ら犠牲になって死にかけるも単に寝ていただけであり、マリオに叩き起こされて仲間になった。性格は少し頑固である。
上述のビンテージ・レッドはスカーレットとの思い出の品らしく、トロピコアイランドに出発する際にも持ってきていた。
HPと攻撃力は全ての仲間で一番高い。得意の爆発でヒビの入った岩や壁を壊すことができる。前作のピンキーと違い、通常攻撃がバクハツ技となっている。また、フィールド上で爆発すると立ち上がるのに少し時間がかかる。
エンディングではコルテスと共に毎日海に出ていることがクリスチーヌの手紙で判明する。
使用できるワザは「バクハツ」「じげんバクダン」「ふれたらドカン」「すんごいバクハツ」。
海外版の名称は「Admiral Bobbery」。
チュチュリーナ
ステージ4をクリアした後、依頼主不明の依頼を解決すると仲間になる、レアバッジを求めて世界を股にかける女怪盗のチューさん。隠しキャラ。前半の冒険でたびたびマリオ達の前に現れる謎の多い人物だったが、その正体は「ゴロツキタウン」のバッジ屋「ラブリーチューチュー」の店長。白い体で尻尾はハートマークを描いている。怪盗のときは赤い派手な仮面を着け、「ゴンババ城」でマリオ達と初めて遭遇したときはマリオにキスをした（このときはノコタロウだと「素敵な人だ」と言うが、クリスチーヌだと強烈に嫉妬する）。その後も大樹、闘技場の倉庫などマリオの行く先々で遭遇し、その度にマリオにキスをした（このときはクラウダだと彼女の大胆さに驚きつつもマリオを茶化し、チビヨッシーだとノコタロウと同じ反応を見せる）。しかしステージ4以降は全くマリオ一行と遭遇することがなくなる。
ステージ4終了後、マリオに隠しアイテムを見抜く能力があるかどうかを見抜く為に匿名で依頼を出し、それをマリオがクリアしたことでマリオを気に入り仲間になる。仲間になったあとは年齢相応の冷静な大人の発言を行うことが多い。なお、彼女だけは仲間にしないままゲームをクリアすることも可能。
バトルでは唯一敵の持つアイテムを盗むことができる。攻撃力はさほど高くないが、相手の防御力を無視してダメージを与えることができる。
仲間にしている場合、エンディングでは前と変わらずレアなバッジを探していることがクリスチーヌの手紙で判明する。
使用できるワザは「あいのビンタ」「チュードロボー」「まどわせ〜る」「おねえさんのキス」。
海外版の名称は「Ms. Mowz」。また、没デザインでは青い仮面をつけていたり、サンバイザーを被ったりしていた。他にもトランプを持っていたり、耳がハート型になっているなど様々な案が出されていた。
なお、この仲間達は『スーパーペーパーマリオ』でもカードとして登場した。このことからチュチュリーナは正史では仲間になっている模様。

### メガバッテン
本作のストーリー全体における敵組織。世界征服を最終目的としており、その実現のために「スターストーン」を集めている。
海外版の名称は「クロスノート（X-Naut）」。
バツガルフ
「メガバッテン」の総統で全身が機械化された魔法使い。誰かに製作されたロボットなのか又は元は人で後に全身を機械化したのかは不明。冷静沈着だが本性は目的達成の為ならば部下を捨て駒にする事も厭わない冷酷な性格の持ち主。「1000年の扉」の封印を解き封じられた「魔物（カゲの女王）」の力で世界を手に入れようと目論んでいたが、彼も利用されているに過ぎなかった（マジョリンから「魔物は開放した者の言うことを聞く」という嘘を吹き込まれていた）。カゲの女王に胴体を破壊されてどこかへ吹っ飛ばされたが、エンディングでは頭部だけでどうにか生き延びており、カゲの女王が倒されたことにより懲りて悪事を働かなくなった。
また、没デザインによると冠を被った高長身の人型に近い者や頭に角を生やした頭身の低い者といった案が出されていた。
海外版の名称は「グローダス（Grodus）」で、テックからは「サー・グローダス（Sir Grodus）」とよばれている。
ペケダー
「メガバッテン」の幹部（幹部および実行部隊の隊長は見る限り彼一人である）。何度となくマリオ達の前に登場して戦う。ステージ2では「バッテンダーロボ」、ステージ7では「バッテンダー・マーク2」という戦闘ロボットも駆使する。カゲ3人組とは違ってバツガルフに対して非常に忠実だが、失態を見せることが多くあまり当てにされていない。メガバッテン基地での決戦でバッテンダー・マーク2が爆発した衝撃で宇宙の彼方へ吹っ飛んで行ったが、エンディングで生還が判明し、バツガルフに捨て駒扱いされたにもかかわらず、なおも忠誠を誓っていた。
また、没デザインでは口にスカーフを巻いていたり、スキーゴーグルや瓶底眼鏡をかけているなど様々な案が出されていた。
海外版の名称は「ロード・クランプ（Lord Crump）」で、バッテンダーロボは「マグナス・ヴォン・グラップル（Magnus von Grapple）」となっている。
ぐんだんいん
メガバッテンの戦闘員。ある意味でメカバッテンを象徴する存在である。
白と赤を基調とした外見をしており体に黒のバッテンがあり、目の部分に眼鏡のようなものを着けている。
大樹・メカバッテンのアジトでは雑魚敵としても登場する。観客としても登場。
リメイク版では「ぐんだん員」の表記になっている。
たいぐんぐんだんいん
トロピコアイランドのペケダー戦で、ペケダーに呼び出される形で登場。
カゲ3人組
「メガバッテン」に協力する魔法使い3人組。ビビアンは当初このメンバーの一人で、ビビアンがマリオの仲間になった後はランペルが代わりに入る。ビビアンは「カゲ3姉妹」という呼び名を希望している（ビビアンが男性の為、マジョリンに否定された）。
「メガバッテン」には利害の一致から協力している姿勢をとっているがお互いに信頼していない。実はマジョリンこそ本作の黒幕でバツガルフは利用しているつもりだったが、真相は下記のようにマジョリンがバツガルフをうまく利用していたのが実態だった。
マジョリン
3人組の長女で青い帽子の氷使い。オープニングでピーチ姫に宝箱を渡し箱を開けさせたのは変装した彼女である。嫌みで悪辣な性格の老婆で、マリリンには優しいがビビアンには不条理なほど厳しく虐めてばかりで後に加入するランペルを酷使する為、異性の扱いはとにかくぞんざい。彼女の態度はビビアンの離反へと繋がった。以降はビビアンのことを「うらぎりもののビビアン」と呼ぶようになる。
実はカゲの女王の配下であり（カゲの女王との会話を見るとかなりの腹心だったらしく、末っ子のビビアンはそのことを知らなかった）、マジョリンの目的はカゲの女王の復活でバツガルフへの情報や秘宝伝説など「1000年の扉」にまつわる嘘も彼女が故意に流したものだった。すなわちマジョリンこそが今回の事件の黒幕である。最終的にはメガバッテンと同じくカゲの女王が倒されたことにより悪事を働かなくなる。流石の悪辣なマジョリンも今回の事で反省したようで、クリスチーヌに二度とビビアンをいじめない事を伝えビビアンとは完全に和解した。
海外版ではカゲ3人組で唯一名称が変更されて、「ベルダム（Beldam：悪質な魔女、鬼婆といった意味）」となっている。
マリリン
3人組の次女で黄色い帽子の雷使い。肥満体で基本的に「んあー」としか喋らない。マジョリンに忠実である。クリスチーヌ曰くそんなに悪い人じゃないかもらしい。
海外版の名称も「マリリン（Marilyn）」。
ランペル
ステージ4から登場のキャラクターで、上記のようにビビアンと入れ替わりで3人組に加わる。
「オドロン寺院」に住みついた化け物で、前作に登場したバケバケの一種。「うしゃしゃしゃ」や「チャオ!チャオ!」など特異な笑い声が特徴で、気弱だが狡猾で饒舌。自他に対する変身の魔法や呪いが使え、その力と寺院に置かれていたスターストーンでウスグラ村の人々をブタに変えた。退治に向かったマリオに「名前を知られない限り、相手の名前と姿と力を奪う呪い」をかけてマリオを偽者の姿に変えるとともに、姿と力を奪ってマリオに成り代わろうとするが、ビビアンと協力したマリオによって失敗し逃亡。
その後マジョリンに発見され、カゲ三人組に加入。本編では語られていないうえ、おまけに本人からはそのような様子は一切見られないが彼女に脅され入ったらしい。マジョリンからは「シロスケ」呼ばわりされ続けるなど、ビビアンと同様に酷使されることとなる。名前を知られてからは上記の呪いは使えなくなったが、変身能力は使えるのでそれを用いた暗躍を行う。エンディングでは変身能力を活かし、クラウダと共に舞台に立っているということがクリスチーヌの話で分かる。なお、『ペーパーマリオ カラースプラッシュ』のじゃんけん神殿の初期デザインとすごく似ており、このキャラクターかどうか定かではないが、キノピオの衣装として使われる予定だった（ゲーム内の資料集にて）。
海外版での名称は「デュープリス（Doopliss）」。
テック
バツガルフが製作したメガバッテン基地を管理する高性能コンピュータ。正式名称は「TEC-XX」（XXは「バツバツ」と読む）。バツガルフの前に連れてこられ、監視カメラで見た捕らわれの身のピーチ姫に一目惚れしてしまい、彼女と関わり役に立ちたいという思いから、組織に極秘で彼女の協力を行う。
最初はバツガルフの野望を肯定していたのだが、ピーチ姫からの指摘や彼女との交流を通じて「感情」などを学び、彼自身も野望阻止に向けて動きだす。最後はピーチ姫を基地から脱出させようとするが、密かに行為を目撃していた兵士の密告によりバツガルフにばれてしまい、データ消去のため電源を切られてしまう。だが予備バッテリーでバックアップデータを持ちこたえており、基地に突入してきたマリオにピーチ姫の居場所を教えるとともに彼女と未来の命運を託し、基地にある残りの電力をゴロツキタウンの地下に続く転送装置に流してマリオを脱出させて完全にダウン。マリオ脱出と同時に悪用を防ぐべく基地を爆破させ、基地ごと消滅したかと思われたが、エンディングにて復活して記憶も元通りになっていたことがマリオとピーチ姫に伝えられた（エンディング後にテック自身から、最終決戦時にスターストーンが世界中の声援を集め始めた際に、そのパワーで復活したとみられる話を聞ける）。
名称は海外版でも「TEC-XX」だが、全て大文字で「TEC」の表記が使われている。

### その他
ピーチ姫
本作のヒロイン。キノコ王国のお姫様だが前作『マリオストーリー』でお淑やかな性格から徐々にお転婆な性格になってしまった。旅の途中に立ち寄ったゴロツキタウンで物売りの老婆から宝の地図をもらい、それを手紙とともにマリオの元へ贈ったが、程なくしてメガバッテンに拉致されてしまう。以降はテックと協力してメガバッテンの目的を探り、情報を掴むごとにマリオにメールで伝えていく。終盤テックからメガバッテンの真の目的を伝えられアジトからの脱出を試みようとするが、バツガルフに見つかり彼によってやみのきゅうでんに連れ去られてしまう。そして復活したカゲの女王に憑依されてしまうが、マリオがカゲの女王を完全に倒したことで傷一つなく元の姿に戻った。エンディングではこれからはお淑やかになろうと決めるもキノコ城の倉庫にあった宝の地図を見つけて再び宝探しに行こうとするなど懲りていない様子。
フランクリ
ゴロツキタウンの東エリアに住む考古学者のクリボー。クリフォルニア大学の教授で、クリスチーヌは彼の教え子である。当初はクリスチーヌの名前を思い出せなかった。ゴロツキタウンの伝説について調査する為にゴロツキタウンに来ている。物知りで真面目だが、ど忘れが多い。
ペラ魔人（ペラまじん）
ゴロツキタウンの地下通路、ゴンババ城、ウスグラ村、トロピコアイランドの洞窟にある黒い宝箱に封印されている。姿は吊り目とギザ歯だけ。開けるにはそれぞれ「黒いカギ」が必要となる。マリオを言葉巧みに騙し、封印を解かせ、計4つの「のろい」を掛ける。しかしこの「のろい」はこの先の冒険にかなり役に立つので、ある意味「のろい」とは呼べず、むしろマリオが冒険に役立つ新しい能力でマリオ本人もそう思っている節が見られ、特に最後の黒い宝箱に対してマリオは早く呪いを掛ける様示唆する描写がある。
サブイベントで判明するが、その正体はかつてカゲの女王から世界を救った「4人の勇者」怪力キノピオ・知識人クリボー・冒険者ノコノコ・元魔物テレサの成れの果てで、カゲの女王に掛けられた呪いによりこの様な形で封印されていた。捻くれた悪党の態度を取っているが、「のろい」を掛けたマリオに対して体の心配をしたり、罠で閉じ込められたマリオ達に脱出する術を与えたりと「のろい」と称して意図的にマリオに力を授け、実際はマリオの冒険の手助けをしている。つまり実際は悪党の様に振る舞いマリオに授けた力を「のろい」と称し脅かす事が大好きな捻くれた性格をしているだけで根は善良。カゲの女王から世界を救った英雄だったが、この事から4体全員意外にも悪戯好きで捻くれたお茶目な性格だった事が判明。特に最後の黒い宝箱は自分達の捻くれた態度を棚に上げ手順を飛ばそうとするマリオに対して「あんたひねくれているな」と言った。最後のペラ魔人を黒い宝箱から出す前にペラ魔人はマリオに「悪党の様に振る舞いマリオに授ける力を「のろい」と称し脅かす」的な発言をしており、その事に付き合う様にも言い、そして黒い宝箱から出てマリオに「のろい」の詳細の説明中も「と言う事何だけど分かった？」とも言っていまい、マリオにすっかり手順がばれてる事もあり、悪党の様に振る舞う演技も半ば諦めていた。
クッパ
今回は自らもスターストーンとピーチ姫探しに出るが、色々なハプニングに巻き込まれていく。ウーロン街の闘技場で突然乱入し、マリオに勝負を挑んでくる。ちなみにこの戦闘では負けたり逃げたりしてもストーリーには影響しない。やみのきゅうでんで乱入し今度はカメックババと共に勝負を挑むが、再び敗れた。本作のエンディングには登場しない為、その後どうしたのかは不明。またあまりにコミカルで情けない場面が多かった為か、敵キャラ図鑑でも「いちおう恐怖の大魔王」と紹介されていた。しかし、マリオの知名度が低いにも関わらず、ゴロツキタウンやハナハナ村の住民からは名は知られているようで皆彼を見ると逃げ出す。
カメックババ
クッパの側近。クッパの冒険に同行する。今回は終盤にクッパと組んでマリオと戦うがかなわず敗れてしまう。クッパ同様エンディングには登場せずその後の行動は不明のままである。今作では自分はまだぴちぴち若いギャルだと思っており、オババに対して「年寄り」と呼んでいた。

### サブキャラクター

#### 冒頭に登場
ルイージについては下記を参照。
パレッタ
前作にも登場した配達員のパタパタ。オープニングのワンシーンにのみ登場し、マリオに手紙を配達しにくる。
リメイク版では登場時に『マリオストーリー』のタイトルBGMである「はじまりだよっ」のアレンジが流れる。

#### ゴロツキタウン
キノじい
シリーズお馴染みのピーチ姫の執事。60歳。ゴロツキタウンの宿屋に入り浸っている。ナンシーにナンパしたらしい。
デアール
「ゴロツキタウン」のフランクリの家の隣に住む魔術師。「シャイン」を3枚払うことでマリオの仲間を1ランクパワーアップさせる。前作にも登場したが、クリスチーヌによると、彼の種族は口調や役職によって名前が決まるそうで、前作のデアールとそっくりな別人であるらしい。
ナンシー
「ゴロツキタウン」の老婦人キノピオ（夫は故人）。55歳。厳しい性格で後述のマルコをパンチで昏倒させたことがあり、コンタクトレンズを愛用している。料理人としての腕では確かなもの。情報屋によると、ある城で料理人をしている姉がいるらしく、『マリオストーリー』に登場した同じ役割のキャラクター、キャシーの妹と思われるが、性格は正反対である。キノじいにナンパされるもまんざらではない様子。
本作におけるアイテム合成屋。マリオが持ってきた素材で料理を作ってくれる。最初は1種類の限られた素材でしか料理を作ってくれないが、どこかにある料理本を渡すと2種類の素材で料理を作れるようになる。
マスタービーン
「ゴロツキタウン」の広場にあるバーのマスターで、『マリオ&ルイージRPG』に登場した「マメ族」のキャラクター。昔から店を開いているらしく、「ゴロツキタウン」のことについてはかなり詳しい。また、ウスグラ村に住んでいるダイアナとは恋人という関係にあったが、現在は過去を忘れたいためにマリオに尋ねられても忘れたようなフリをしている。ステージ5ではバレルの知られざる過去を語り、更にはマリオからバレルに海に戻ってもらいたいという気持ちを確認するとバレルの妻であるスカーレットの手紙をバレルに渡すようにマリオに預ける。
キラロ
「ほしのかけら」のコレクター。「ゴロツキタウンの地下」に住んでいる。ほしのかけらを渡すとバッジと交換してくれる。前作のアツメールにあたるキャラクター。
ミステール
「ゴロツキタウンの地下」に住む占い師。25歳。本作におけるヒント屋。コインを払うと、これから進む道、ほしのかけらやシャインのありかなどを占ってもらえる。「キノコステーキ」が大好きで、食べすぎで病院に運ばれたことがある。
デアールと同様、前作『マリオストーリー』にも登場したが、同様の理由で別人である可能性が高い。
ゲッソー
ゴロツキタウンの地下に登場するボス敵。本作でのゲッソーは巨大な姿で登場。最初は水溜まりから手を一つ出しておりマリオがジャンプやハンマーで攻撃すると姿を現しマリオ達に襲い掛かる。「ゲソ」などと声を発する（翻訳では関西弁）。
本体だけでなく右あし・左あしにもハートポイントが存在する。天井にいる時は両方のあしで攻撃し、地上にいる時は黒墨でマリオ・仲間両方に同時攻撃をする。天井にいる時に両方のあしのハートポイントを0にすると地上に落下し少しの間動けなくなる。地上にいる時にターンが経過すると上空に飛んでまた天上にいて右あし・左あしを出した状態となる。
ガース / ギース
「スネイル盗賊団」のメンバーでスネイルの部下。序盤で片方がドン・モンテオーネの部下にボコボコにされている。
ガース
スネイルの部下。序盤からボス敵として戦う事もできる。
ギース
スネイルの部下。
おなやみセンターの主 / グース
おなやみセンターの主。当初は声のみ聞く事ができるが、クラウダを仲間にした後は裏口を見つけると正体が判明する。その正体は「スネイル盗賊団」のメンバーであるグース。
ルイージ
マリオの双子の弟。ステージ1クリア後にゴロツキタウンに出現するようになる。今回はエクレア姫を助けるため、7つの『きせきのらしんばん』を見つけ、クリキングという怪物を相手に冒険に出る。彼が主役のゲームが出たり、旅のことを記した本も出版しベストセラーとなるほどの人気。意外にもゴロツキタウンではマリオより知名度はあるが、誰からも感謝されるマリオとは違い、行き先々で迷惑をかけたりファンの子からルイージの偽者と言われたり、ルイージが話している間にマリオや仲間が昼寝をするなど不遇な扱いを受けている。本作のルイージは虚言癖があり、話の内容を都合の良いように話したり、自分の花嫁姿を気に入っているらしい。仲間のキックから「嘘つき野郎」と言われり、トルクが作ったカートを壊すなど仲間達からの評価は悪い。時折観客として登場したり、終盤ではゴロツキタウンの人々とともにスターストーンを通じてマリオの応援をする。
バトル中に観客として登場した際は「ウルトラキノコ」「キラキラおとし」などのレアアイテムを投げ込むことがあるが、時には石を投げてくることもある。
キック
ルイージの仲間のゲッソー。暴れん坊で有名で別名「白いダンガン」だが、ルイージが火山に放り込んでしまった為に焦げてしまい、終盤ではさらに焦げている。ルイージにかなりの恨みを持っており、彼の惨めな所を見るまでついて行くことにした。ラストではルイージが失恋したことを知り、それを影で笑っていた。
チェリー
ルイージの仲間の赤いボムへい。名前のとおり、さくらんぼのような姿。生贄の花嫁役を買って出たルイージの花嫁姿があまりにおぞましく不気味だったらしく大蛇のジャイーダより恐ろしかったとのことで二度とルイージが花嫁衣装を着て不幸な人を増やさない為に同行したらしい。
リメイク版では理由が多少変更され、ルイージが不慣れな花嫁衣装を着たせいで何度も転び、周りの物を次々と壊してしまったとのことで、二度とルイージに花嫁衣装を着させないために同行している。
トルク
ルイージの仲間のメットで背中にスパナが付いている。カートがないと泣いて縋ったルイージに「グリン・グリーン1号」を作ったがすぐに壊したため、修理代5000コインをルイージが弁償するまでついてくるつもりらしい。
ラクガン
ルイージの仲間のパンジーさん。外国語交じり。ルイージの「脇役」としての才能に目を付け、ルイージにミュージカルで「道端の草」の役を演じさせ、ルイージを酷評する他の仲間とは違い、彼を高く評価していた。
ス・クリーミ
ルイージの仲間。テンキューいせきにある部屋にいた人物。少年という以外何か謎めいており、「きせきのらしんばん」を持つ者がどういう運命を辿るのかを見届けるためにルイージの仲間となったらしいが、彼に好意的な数少ない仲間の一人。何のキャラクターなのかはクリスチーヌにもわからないようである。
ダマス
ステージ1クリア後にゴロツキタウンに出現する商人。アイテムやバッジを買うことができるがそれぞれ1個しか買えない。
また100階ダンジョンの地下10の倍数の階層にもランダムで出現する事もある。こちらは売っているアイテムはどの階層でも同じ物だが深い階層になる程高額になる。
2024年版ではふしぎの森にも出現する。また100階ダンジョンで売っているアイテムの一部が2004年版とは異なる。
サンデール
「ゴロツキタウン」の地下に住む呪術師。彼女にまじないをかけてもらうと、バトル中に「こうげき力」が上がったりスターポイントが2倍になったりと、いいことが起こる。「ミステールの双子の妹」という点は前作と同様の設定である。ただし、効果があるのはマリオのみで、仲間は攻撃力や防御力が上がることはない。ハナハナ村に住むキノベスの友人。
スネイル
「ゴロツキタウン」東部を支配する「スネイル盗賊団」のボス。その名のとおりカタツムリのような姿をしている（スネイルとは英語でカタツムリのこと）。モンテオーネとは積年のライバル関係にある。彼が支配している東部はゴロツキタウンでも最も治安が悪い地域となっている。しかし、何かとマリオを気にかけてくれる。部下に鳥のギース、ガース、グースがいる。
ドン・モンテオーネ
「ゴロツキタウン」西部を支配するマフィア・「モンテオーネ・ファミリー」のボス。オレンジ色のモンテ族。スネイルから教えてもらえる「ある事」をすると会える（ただし、教えてもらえなくてもその「ある事」をすれば会える）。マフィアのボスだけあって威厳に満ち溢れた人物で、かつては「死神モンテオーネ」と言われていたらしいが、かなりの親バカで、娘のことが気になってしょうがないようである。そのため、自分が原因でモニーが駆け落ちしてしまったときは、ショックのあまり寝込んでしまった。その後、モニーが帰ってきてピートンにボスの座を譲る（この際、実は前々からピートンを次期ボスにしようと考えていたことを伝える。にもかかわらず、親バカのあまり二人の交際を認められなかったらしい）。ボスを引退した後は遊戯場に居る。
モニー
モンテオーネの娘。黄色のモンテ族。ピートンとともに駆け落ちしようとする。ステージ5では「トロピコアイランド」に移住するが、ステージ6で戻ってくる。何かあると、ピートンに「愛してる」を100回言えと命令する。
ピートン
モニーの婚約者で、モンテオーネ・ファミリーの一員。黄色系カラーが多いモンテオーネ・ファミリーにおいて、唯一水色カラーのモンテ族。通称「皆殺しのピートン」。マフィアとは思えぬ穏やかな人物で、凶暴な通称からは想像できないほど人望が厚く、頼れる兄貴分。しかし、怒った時の腕っ節の強さは半端ではないらしく、かつて絡んできたチンピラ100人にたった一人で勝利した事もある。ステージ5ではトロピコアイランドに移住するが、その後モニーと共に呼び戻されて、モンテオーネ・ファミリーの新しいボスに任命される。
スカーレット
名前でのみ登場したバレルの亡き妻。バレルが航海に出ている最中に流行り病に罹ってしまい、それでも自分が死んだらバレルが落ち込むことを想定して彼に宛てた手紙を書き遺すが、最後はバレルが航海から戻る前に亡くなってしまう。
レベーラ
「ゴロツキタウンの地下」で調整屋を営む。コインを払うことでマリオの能力を調整してくれる。

#### 複数のステージに出現
ガジガジ
マリオが水域に落ちた時に出現する魚で、落ちたマリオを上に上げてマリオを陸に落とす。その場合はマリオは1ダメージを受ける。
メカバッテンのアジトのバツガルフの部屋の水槽では具体的な姿が見られる。
エンディングの登場キャラクター達のシルエットが流れる場面ではなぜか一番最後に登場している。
ドンパン
マリオの行く先々に現れる軟派な男。クリスチーヌは彼のことを「キザヤロー」と呼び、初対面時から異常に毛嫌いしている。ステージ2ではかわいこちゃん三人娘を探していたが、「カゲ三人組」のことなのか、「旅行大スキ三人娘」なのかは不明。クリスチーヌは後半から「あたしのことが好きじゃないかしら？」と自意識過剰な台詞を言うこともある。
Nintendo Switch版の最終決戦では旅行大スキ三人娘と共にトロピコアイランドにてマリオ達を応援していた。
旅行大スキ三人娘
マリオの行く先々に現れるキノピオの三人組の女性。赤いキノピオは「わたしたち世界中を旅する旅行大スキ三人娘」（ステージ3は格闘技もスキ）としかしゃべらないが、「三」が数字の「3」になっているときがある。
キノピコ
マリオが新しいブーツ、ハンマーを取得すると説明役として登場する。本作で登場したのは『マリオカート ダブルダッシュ!!』で登場したお下げ髪のキノピコの方である。因みにマリオシリーズでは本作が2回目の登場。前作では「ハテナ虫」というキャラクターのアシスタントとして「キノピコ」という同姓同名の別の女性キノピオが登場していた。マリオが新しいブーツ、ハンマーを取得すると説明役でしか登場しない為か、またはマリオに好意を抱いていたのか装備を全て入手するとマリオに会えなくなる事で最後に寂しそうな顔をした後に泣きながら去って行き以後は登場しなくなってしまう。

#### ハナハナ村
ハナハナ村の村長
年をとったノコノコ。物忘れや聞こえにくいところや長い話をしたりする。マリオのことを「マニオ」と呼ぶ。マリオに「たいようのカギ」と「月のカギ」という本人曰くミステリアスなカギの情報を教える。本名「カメサブロウ」。それ以外では攻略本等で「ハナハナ村の村長」で表記されている。「カメサブロウ」という名前はドッスンクイズの選択肢の中にあり、村人や本人が教えたり名乗ったり、攻略本でのキャラクター紹介でも前述通り「ハナハナ村の村長」表記になっている。その為にドッスンクイズでカメサブロウの名前のクイズは勘で当てなければならない為にドッスンクイズの中でも非常に難しいクイズになっている。
ノコリン
ノコタロウの彼女。服の袖とズボンのようなものがある。少々強気な性格だが、旅に出たノコタロウを散々悪く言っていた割には心配して健気に待つなど、一途なところもある。たまにゴロツキタウンのゆうぎ場で遊んでいる。アートギャラリーの没案では髪型が短いツインテールだった。
ノコキチ
ノコタロウの父親。ノコタロウとは対照的に、陽気で豪快な性格をしている。物語の10年前にハナハナ村の住民がゴンババの被害に苦しむのを見かねてゴンババ退治に出かけるが、そのまま帰ってこなくなる。
そのため死亡したと思われていたが、実はゴンババとの対決の際に、油断した隙を付かれて喰われてしまっており、10年間ゴンババの腹の中で耐えていた。マリオたちがゴンババを倒したことで脱出し、ノコタロウと再会することができた。
ゴンババの腹の中に長い間居たせいか、ノコリン曰く変な匂いがするらしい。
ホワイト将軍
かつて「サイハテ村」で巨大大砲の司令官をしていたヒゲを蓄えている白いボムへい。クリスチーヌ曰く「ヒゲ勝負はマリオと引き分け」。放浪癖があり、熟睡し始めるとそう簡単には起きなくなる。
最初に会うのは「ハナハナ村」で希望を失ったと落ち込む。ステージ7ではマリオ達は巨大大砲を動かすために彼を探していたが最終的にサイハテ村の自宅で眠っていたためマリオにたたき起こされた。本人としてはマリオを探すために各地を旅していた。マリオ達の事情を知った後再び巨大大砲の司令官に復帰してマリオ達を月に飛ばした。エンディング後にはサイハテ村にいる。
Nintendo Switch版の最終決戦ではサイハテ村でボムへい達と一緒にマリオ達を応援した。

#### ドラドラ平原
シンノスケ
ドラドラ平原の砦に登場するボス敵。足がついた石の化け物。
ドラドラ平原の柱の上で止まっておりマリオ達がシンノスケのいる柱を調べると動き出し襲いかかってくる。防御力が高いが、バレルの爆発かPOWブロックなどでひっくり返すと防御力がゼロになり動きも止まる。
トゲダルマー
ドラドラ平原の砦に登場するボス敵。体じゅうに棘がついた外見をした石像のような敵。
ドラドラ平原の柱の上で止まっておりマリオ達がトゲダルマーのいる柱を調べると動き出し襲いかかってくる。
ジャンプなどの上からの攻撃やハンマー、爆発などの近距離攻撃を防ぎ、攻撃したキャラクターはダメージを受けてしまうが、バッジ「トゲーヲガード」をつけていた場合はマリオに限り、その限りではなくなる。バレルのすんごい爆発かジシーンアタック、POWブロックなどでひっくり返すと防御力がゼロになり動きも止まるため少しだけ戦いが楽になる。
ドッスン
「スットンとりで」で二つのカギの入口を塞ぐ。マリオに重々しく話すが、派手なクイズ勝負を挑んでくる人面岩。「第65回ドキドキクイズ大会」と銘打ってクイズを出題し（前作『マリオストーリー』のステージ5終了後にピーチ姫が参加した「第64回ドキドキクイズ大会」が登場する）、クイズに負けると部下であるシンエモン4匹とバトルになる。前作『マリオストーリー』の「門番クッパ2」と同じ喋り方をする。
チョロボン
ドラドラ平原のスットンとりでに登場する雑魚敵。マリオ達に張り付いて吸収する形で攻撃し与えたダメージの分だけ回復する。ビリビリーンで無力化可能。
しゅうだんチョロボン
ドラドラ平原のスットンとりでに登場。ゴールドチョロボンに呼び出される形で登場。
ゴールドチョロボン
ドラドラ平原のスットンとりでに登場するボス敵。下記のチョロボンの上位種。
スットンとりでに現れたマリオに勝手に縄張りに入られたとして襲い掛かる。縄張り意識が強い。
チョロボンとは異なり自分のハートポイントを回復する吸収攻撃は行わず体当たりで攻撃してくる。また、ダメージが減るとしゅうだんチョロボンを呼び出す。

#### ゴンババ城
ホネノコ
ゴンババ城に登場する雑魚敵で、何らかの理由で死んで骨になったノコノコ。ウーロン街にも選手として登場している。雑魚敵の場合はフィールドでは体が崩れている状態で動いておらずマリオ達が近づくとマリオに向かっていく。骨を投げて攻撃をしてくる。
ブラッディホネノコに話しかけた際に大量に出現する。
ブラッディホネノコ
ゴンババ城に登場するボス敵。ホネノコの上位種で赤系統の色をしている。
ゴンババ城の中にある扉の前で崩れておりマリオ達が話しかけると大量のホネノコを呼び出す。その後にマリオ達がブラッディホネノコに接近をすると戦闘となる。このイベント時、マリオを操作しなかった場合は、ゴンババ城の外に追い出される。
骨を投げて攻撃をしたりホネノコを作ったりする。普通の攻撃でハートポイントが0になっても体が崩れるだけでしばらく経つと復活しHPも全回復するが、復活する前にファイアーフラワーなどの炎属性または爆発系の攻撃で止めをさすと倒せる。なおバトルの性質上、止めをささずともホネノコが全滅した状態でブラッディホネノコの体も崩れていれば倒した扱いになる。ホネノコというよりカロンに近いキャラ。
ゴンババ
「ドラドラ平原」のお城を住処として「ハナハナ村」一帯を度々襲っていた巨大な赤いドラゴンで、ステージ1のボス。一人称が「わらわ」でメスである（後にブンババが「妹」と言っていた）。かなりの怪力のうえに炎の息を吐き、追い詰められると騙し討ちを使う。また、観客を食べて体力を回復するという卑怯なことも行う。カエルが苦手で、鳴き声を聞くだけで力が抜けてしまうという弱点を持つ（理由は過去に大きなカエルを食べて食あたりを起こしたため）。「スターストーン」を飲み込んでいたので倒した後吐き出した。
サブイベントで判明するが、元々はカゲの女王が飼っていたペットでありドラゴン3兄弟の末っ子だった。
また、没デザインでは顔がいかつくなって冠を被っていたり、寝ぼけ顔の間の抜けた表情をしていたり、体にバラの柄が描かれていたりしていた。

#### 大樹
プニ族
大樹の小さな部族。球体のついた触角が付いていて、プニプニの身体をしている。100階ダンジョンには、ニット帽とサングラスを着用した「いどう屋」と名乗るプニ族がいる。
没デザインでは二足歩行だったり、鳥のようなデザインだったり、触覚の先が葉っぱになっていたりしていた。完成図では緑色になっている。
プニオ
マリオ達に助けを求めにきたプニ族の少年。プニ族のリーダー格。少ししなびたキノコが大好き。
最終決戦ではプニ族と一緒にマリオとクラウダを応援した。エンディングではマリオとピーチ姫に新鮮なキノコをプレゼントした。
オババ
プニ族の長老でプニオの祖母。相手がペケダーであろうがクッパであろうが、巨大化して長ったらしい説教を始める癖がある（その際のペケダーは説教に圧倒されて、どんどん小さくなっていた）。マリオとピーチ姫のことを、それぞれ「マリコ」「ピンチ姫」などと呼ぶ。
プニコ
プニオの妹。メガバッテンの陰謀で牢屋に閉じ込められてしまう。明るく無邪気な性格。ステージ2クリア後は、なぞなぞで遊んであげると「ふしぎなタマゴ」というアイテムをくれる。
最終決戦やエンディングでは兄と同様応援したり、キノコをプレゼントした。
プニタ
プニオの友達。プニ族の中ではかなり体格が大きいガキ大将的存在。リーダー格のプニオにいちいち反抗する。大樹に戻ってきたプニオに他のプニ族がメガバッテンに捕まったと知らせる。また同行者であるマリオ達を信用できず、オババを助けた後も協力しようとしなかったがオババに活を入れられ協力する。内心はプニコのことを心配していた。
トゲ族
大樹の小さな部族。蚊のような姿で、「メガバッテン」に騙されプニ族を荒らす。
トゲッチ
トゲ族の赤ちゃんでプニオの友達。プニ族の経営するショップの奥で、荷物の影に隠れているところをマリオに保護される。トゲ族でありながらもプニ族に協力的。

#### ウーロン街
ガンス
ウーロン街闘技場のプロモーターであるガボン。マリオに「グレート・ゴンザレス」というリングネームをつける。元々チャンピオンで、60歳の高齢であるはずにもかかわらず若々しい。「ミー」や「ユー」など外国まじりの口調で話す。
ステージ3終盤に判明するが、実は闘技場事件の黒幕であり、ステージ3最後のボスである。「スターストーン」を用いてリング上に立つ戦士のパワーを吸収しガンスのパワーにする装置を開発し、自分の若さと力を維持する為にパワーあふれる選手を集めていたのである。マリオに秘密を知られ、機械を使って若かりし頃の姿「マッチョガンス」となり襲い掛かるが倒され、キノシコワに全てを暴露された。その後は行方不明。マリオに脅迫メールを2通送ってきたのも彼である。現役時代は「テクニックのデパート」と呼ばれていて、戦いの際も多彩な技を使用するほか、自身に対するさまざまなパワーアップを行う。
ゴロツキタウンの情報屋によると、彼がチャンピオンになれたのは「スターストーン」の力のおかげで、元は決して戦士として優れていたわけではなかったようである。
海外版の名称は「Grubba」。
キノシコワ
ガンスの秘書のキノピオ。ちょっときつめの印象を与える女性だが、マネージャーとしては優秀。よくどこかに姿を消すということが知られているが、その理由はガンスですらも知らない。
実は「プリンス・マッシュ」ことキノシチョフの姉であり、行方がわからなくなった弟を探すべくガンスのマネージャーとして闘技場に潜り込んだが、調べるうちにガンスの本性を知り、自分の手に負えないと知る。しかし、マリオ達の戦う姿を見てガンスを倒せる可能性を感じ、「X」という名前でマリオにメールを頻繁に送ってガンスの企みを暴く為に影から協力した（マリオ達が2部リーグの控え室で手に入れていたスターストーンに関する書類は没収という形で預かった）。ステージ3クリア後はガンスに代わって闘技場のプロモーターになった。ウーロン街のドリンクバーには時々彼女に似た人物がいるが関係性は不明。
最終決戦では闘技場の選手達と一緒にマリオ達を応援した。
アートギャラリーでは前髪だけ違っていた。
海外版の名称は「Jolene」。
ゴールド・ホーク
ウーロン街の闘技場の現チャンピオンで、その名のとおり金色のタカのような姿。キャッチコピーは「人間原子力発電所」。強さは闘技場選手中ではトップランクどころか一強でありゴールド・ホークの次に強いジョーを倒した時に「やる気はあるのか」「試合じゃない」と発言する程。また、勝利のためなら卑怯な手も使う「華麗な空中殺法の使い手」で、実際空中からの攻撃が多い。最初はマリオのことなど全く気にも留めなかったが、マリオの噂を聞いて対面し、敵視するようになる。
1部リーグ入りしたマリオに毒入りケーキを送ったり、決勝戦が始まる前ガードマンを買収し別の部屋に閉じこめたりした張本人(スターストーンについては何も知らないため無関係)。しかしそれらを乗り越えたマリオに敗北。ステージ3クリア後卑怯な手は使わないと改心し、闘技場を去るマリオを激励したり、最終決戦では応援したりした。クッパ編では秘密のトレーニングルームが登場して隠れた努力家であることが判明するなど、異なる一面をみせる。
海外版の名称は「Rawk Hawk」。
リメイク版ではキャッチコピーが「金色（こんじき）の暴走発電機」に変更されている。
マイケル
闘技場の2部リーグに所属するチーム「コウラーズ」の一員であるコウラーズ・ノコノコ。キャッチコピーは「カチカチコウラマシーン」。新入りであるマリオ達を色々と気にかけてくれるが、自分の順位が上がらない為に次第に自信を無くしてしまう。その後いつの間にか姿を消してしまい、引退して故郷に帰ったかと思われていたが、実は闘技場事件の秘密を知ってしまい、倉庫に捕らわれていたことが判明する。18位（2部リーグ8位）。ステージ3クリア後は闘技場のファイターに復帰する。
Nintendo Switch版の最終決戦では闘技場の選手達と一緒にマリオ達を応援した。
プロッツ
闘技場の2部リーグに所属するチーム「ボロドーズ」の一員であるオーボロドー。キャッチコピーは「はやてのしにがみぐんだん」。闘技場での色々な噂について調べており、その為あまり控え室にはいない。選手の間で噂される「七不思議」について教えてくれる。14位（2部リーグ4位）。マリオが1部リーグ入りしてかなり上位に進むと彼も行方不明になってしまう。実はマイケル同様、闘技場事件の秘密を知ってしまい、倉庫に捕らわれていたことが判明する（この際マリオに誰もいないリングに近づくなと忠告した）。代わりに2部リーグにはチーム「ヒンニャーハンニャー」が登場する（プロッツが復帰すると後述のポグと共にいなくなってしまう）。
オクトール
闘技場の2部リーグに所属するチーム「ボンバーズ」の一員であるボムへい。キャッチコピーは「セクシーダイナマイツ」。ほかの選手達に色々とアドバイスをしてくれる。12位（2部リーグ2位）。
ガンガン
闘技場の2部リーグに所属するチーム「ハイパーズ」の一員であるハイパーシンノスケ。キャッチコピーは「ほこりたかきとっこうたい」。硬派な性格で愛想が悪いが、勝ち上がると実力を認めてくれる。11位（2部リーグ1位）。
ポグ
闘技場の2部リーグに一時所属するチーム「ナイトウィングス」の一員であるバサバサ。キャッチコピーは「ねむれる きしゅうぶたい」。行方不明になったマイケルと入れ替わる形で2部リーグにやってきた新入り。しかし、マイケルの復帰と同時にチームごといなくなってしまう。
リメイク版の最終決戦ではマリオ達の応援の際に姿を見せている。
こうてつウォリアーズ
1部リーグ入りを賭けて戦う、1部リーグ10位のチーム。キャッチコピーは「パーフェクトアイアンボディ」。とてつもなく強固な体を持つアイアンシンエモンの兄弟（それぞれ赤い靴と緑の靴を履いているが、緑の靴を履いている方が弟であることがクリスチーヌのものしりで判明する）、その体には同じ強度の物体をぶつける以外のあらゆる攻撃が通用しない。他の敵とは違い、攻撃を受けるたびにコントローラが振動する。
2部リーグ降格後には、リベンジするべく試合直後の疲れたマリオを狙って不意打ちを仕掛けるという姑息な手段をみせるが、マリオたちが闘技場を去る際には実力を認め、ゴールド・ホークと同様に激励し、最終決戦ではマリオとともに戦うチビヨッシーを応援した。
リバース
闘技場の1部リーグに所属するチーム「ザ・ウラウラン」の一員であるウラノコ。キャッチコピーは「ブレーキのこわれたせんすいかん」。気さくな性格。他の選手の差し入れのケーキを勝手に食べてしまうことも。7位。
GC版の最終決戦ではマリオ達を応援した。
タンタン
闘技場の1部リーグに所属するチーム「ザ・トゲトゲン」の一員であるアカトゲメット。キャッチコピーは「トゲをもったアクマたち」。可愛らしい喋り方と外見だが、実力は本物で、プライドも高い。プリンス・マッシュに憧れている。9位。
エムシー
闘技場の1部リーグに所属するチーム「トリプルブロス」の一員であるハンマーブロス。キャッチコピーは「ミラクルトライアングル」。一人称は「オデ」。ハンマーの実力で成り上がろうとしている。父親は「サラリーブロス」らしい。3位。
ジョー
闘技場の1部リーグに所属するトゲノコエース。キャッチコピーは「カミソリファイター」。プライドが高く寡黙な性格。闘技場ではゴールド・ホークに次ぐ実力を持っている。1位。
ゴールドマン
ウーロン街やリッチリッチエクスプレスで出会う成金ボムへいで、「ナリキン財閥」の当主。金のボディを持っている。妻にシルビア、息子にコナリキンを持つ。喧嘩もしたりするが、家族の絆は深い。ステージ7ではマリオを月に飛ばすために、大砲の使用許可証を出してくれる。大砲を飛ばす仕事を始めたのは彼だが、妻にうるさいと言われたため、仕事を辞めてしまった。
最終決戦では家族と共にピカリーヒルズでマリオ達を応援していた。
シルビア
ゴールドマンの妻で、銀のボディのボムへい。ザマス口調の上品な女性。コナリキンに英才教育を受けさせようとしている。野蛮な男たちの集まりだと言って、闘技場を嫌う。ステージ6では、ポワンによって爆弾犯の濡れ衣を着せられる。
コナリキン
ゴールドマンとシルビアの息子で、銅のボディのボムへい。ステージ6では「リッチリッチエクスプレス」に乗っている。そこで誕生日を迎えるが、プレゼントをめぐって家族内でもめ事が起こる。将来の夢は列車の運転士で、本当に欲しいプレゼントはリッチリッチエクスプレスの運転士のサイン。最後には両親に列車の模型を買ってもらうこととなった。
マダム・ローズ
ウーロン街やリッチリッチエクスプレスで出会う女性のキノピオ。格闘技ファンで、ウーロン街では「強いオトコ」にべた惚れしていた。キノシコワとも仲がいい。リッチリッチエクスプレスでは、ピカリーヒルズの自宅へ戻る際に列車を利用する。その途中、何者かに金の指輪を盗まれる。ゴロツキタウンのバーのチューさんから「銀の指輪」をもらったらしい。
最終決戦ではゴールドマン達と共にマリオ達を応援していた。
マスタービーズ
ウーロン街のドリンクバーのマスターを務めるマメ族。ハンマーマニアで、「X」から預かった「スーパーハンマー」をマリオに渡す。
ミスター・チン
ウーロン街でホットドッグ屋を開いている「アイヤー！」としゃべる中国系のブタ。ヨッシーの卵を使って新作ホットドッグを作ろうとするが、その卵が動き回ってしまい困っていた。それをマリオたちが助けようとしたものの、結局は「飛び跳ねる卵なんて気持ち悪くて食べられない」と諦めて、マリオたちに卵を譲る。
チビヨッシーを連れた状態で話しかけると、孵化したことに感動する。
Nintendo Switch版では名前が「ミスター・チンミ」に変更され、口癖が「アチョー！」になっている。
キノシチョフ（プリンス・マッシュ）
ウーロン街の闘技場の初代チャンピオンで、キノシコワの弟。貧乏な家庭を養うために闘技場の選手となり、ファイトマネーで稼いでいたが、ある時から行方不明となっていた。闘技場の秘密を知ったため、ガンスによって消されていたが、キノシコワの家族を思う気持ちを受け取ったスターストーンによって甦った。その後は修行の旅に出て闘技場を離れる。
Nintendo Switchリメイク版では最終決戦でウーロン街に戻っており、他の選手と共に応援してくれる他、特定の依頼を解決することで対戦相手として選択できるようになる。キャッチコピーは「ふっかつの きこうし」。

#### ウスグラ村
クラガリさん
「ウスグラ村」に住む人種。古ぼけた人形のような姿で、常に顔が半分ほど陰になっている。暗くてじめじめしたところを好む。
ダイアナ
三児の母でありマスタービーンの元・彼女。
ウスグラ村の村長
「ウスグラ村」にかけられた呪いについてマリオに説明してくれる。豚に変えられたり偽物のマリオ(ランペル)にあっさり騙されたりと、どこかぬけている。
カラス
ウスグラ村にいる鳥。人の前では何も知らないふりをしているが、いろいろなところに行っているため物知り。ランペルがマリオに化けたことにいち早く気づいている。

#### オドロン寺院
オウム
オドロン寺院の奥の部屋に幽閉(?)されているランペルのペットらしきオウム。当時はこのオウムしかランペルの名前を知らなかった。オウムの前でビビアンの能力を使って隠れるとランペルの名前を聞けるほか、オウムの愚痴も聞ける（オドロン寺院をクリア後、再びオウムに話しかけると「ランペルの奴オレをおいてどっか行きやがった」と話しており、何かと可哀そうなオウムである）。
テレサ
オドロン寺院に登場。住み着いたランペルに箱の中に閉じ込められていた。雑魚敵としても登場する。
アトミックテレサ
オドロン寺院に登場する隠しボス。テレサが合体した巨大なテレサ。

#### トロピコアイランド・海賊の洞窟
マルコ
普段はゴロツキタウンのバーにたむろしている貿易商人。25歳。先祖代々伝わる「ドクロジュエル」とそれにまつわる海賊伝説に憧れており、冒険を求めてトロピコアイランドへ有志とともに旅に出る。コンポビーとは仲が悪いが時には喧嘩する程仲が良い関係を見せる。弱虫で情けない性格で特にコンポビー共々幽霊が苦手。本人もそれを自覚しており、いざと言う時は勇気を振り絞って自ら行動を起こす事も有り、特にメガネすいふが正体がペケダーである事を明かし、船でマリオ達に向け砲撃を連発され、絶体絶命に追い込まれた際はマリオ達と同行して怯えながらもコルテスを説得してコルテスの船を動かすブラック･スカル号の動力源であるドクロジュエルを返し、船を貸して貰う許可を得て、更にコルテスが手下のエルモス達を引き連れ共にペケダー達を倒す事にも協力して貰う意外な大活躍を見せた。ステージ5のモノローグは彼の綴った航海日誌で語られる。
実は1000年前の先祖がコルテスの部下で、「ドクロジュエル」はコルテスから裏切った際に奪ったものだったらしい。
アートギャラリーの没案ではキノピオだった。
コンポビー
マリオとともに船に乗ることになる海賊バンダナの大型水夫ボムへい。ゴロツキタウンでの水夫としてのうだつの上がらない生活に見切りをつけ、新天地を求めてトロピコアイランドに旅立つ。荒々しい性格や口調と裏腹に意外にもマルコ共々幽霊が苦手。厳密にはプロローグから登場しておりマリオを邪魔者扱いしていたが、マリオが活躍する勇姿に惚れ込む。マルコの船の残骸で建物を造るなど、意外と器用である。マルコとは仲が悪くマルコを『オマエ』呼ばわりしてマルコを怒らせ喧嘩する程仲が悪いが時には喧嘩する程良い関係を見せる事が有る。その後は「オバケ(エルモス)が出ないなら居心地がよい」という理由からトロピコアイランドに移住することにした。
最終決戦ではキノピオと一緒にマリオとバレルを応援した。
メガネすいふ
マリオ共々船に乗る事になった水夫。メガネをかけており腰が低い。行く先々で怪しい行動をとる。外見で分かる通り紹介するまでも無く正体はペケダー。変装が下手な事に自覚が有ったのかゲーム中に彼自身が「テレビの前のキミ、私の正体は既にバレバレだと思うが、マリオには何も言うなよ」とメタフィクション発言する程に下手な変装なのだが、マリオ達は全く気づかなかった。それ所か他のキャラクターから『いいやつ』といった印象を持たれており、自ら正体を明かした時も周囲の反応が薄かった。
Nintendo Switch版では「テレビの前のキミ」の発言が「画面を見ているキミ」に変更されている。
エルモス
青い人魂の幽霊モンスターでコルテスの手下。雑魚敵としても登場。正体は人だった頃のコルテスの手下である海賊達で青い人魂の姿は怨念と化した成れの果て。人だった頃の記憶はしっかり残っており、全員人魂の幽霊モンスターになっても未だにコルテスをボスと慕っている。
コブロン
水色のモグラのような生き物。
前作と同様、攻撃を加えればタンコブを落とす。攻撃をするたびにセリフが変わり、何回か攻撃すると消滅してしまう。
GC版ではトロピコアイランドで消滅してしまうとその後は一切登場しなかったが、Nintendo Switch版ではエンディング後にある条件を満たすと100階ダンジョンの最下層にて隠しボスとして再登場する。
その際の戦闘ではトロピコアイランドにいた時と同様に攻撃を受ける度にタンコブが生成される他、自らの頭にバケツを落とす自傷行為でも生成することもあり、このタンコブは回復に使う他、投げて攻撃にも使用し、その攻撃力は非常に高く、更に時々生成される赤いタンコブは通常のタンコブよりも攻撃力や HP回復量が高い。
コルテス
1000年前にトロピコアイランド一帯で暴れていた大海賊の亡霊でステージ5のボス。島のアジトに隠した不死身の海賊船「ブラック･スカル号」に生前集めた膨大な量の財宝を積んでおり、手下の幽霊であるエルモスたちに島に近づいた船を手当たりしだい沈めさせていた。彼の財宝に「スターストーン」が混ざっていたため、マリオたちはトロピコアイランドへ向かうこととなった。基本的に頭蓋骨が浮いているだけだが、バトルの際は胴体が現れる。第3形態では体力が少なくなると観客の魂を食べて全回復するといった最終ボス以上の手ごわさを見せる。
「スターストーン」はコレクションとしてあまり気に入っておらず、マリオの目当てがそれ1つだと知った際には逆にあっけにとられていた。その後、メガバッテン襲撃の際にマルコが船の動力である「ドクロジュエル」の返却と引き換えに協力を求めてしぶしぶ応じ、ペケダーの船を撃退した。その後も彼らのことを気に入ったようで、ゴロツキタウンとトロピコアイランドをブラックスカル号で結ぶ協力者となった。マリオたちが洞窟に突入した際は荘厳なしゃべり方をしていたが実際は海賊王の割にラフな口調で、演技を止めた際には漢字のルビが「本気（まじ）？」や「手前（てめえ）」などになっている。

#### リッチリッチエクスプレス
ポワン
「リッチリッチエクスプレス」で出会うターくん（ペンギン）。探偵業をしているが、それは仮の姿（趣味でやっているらしい）でその正体は「ピカリーしんでん」の神官。マリオのことを一方的に「ルイージくん」と呼ぶなど、探偵としての洞察力には難がある。子供がほしい物はゲームボーイと思っている。ピカリーしんでんではカゲ2人組とランペルに先を越されスターストーンを持っていかれて、追いかけようとしたマリオ達に持っていかれたスターストーンは偽物で本物は別の場所にあると教える。ただし神官の決まりで在りかは教えられないと言う(実はスターストーンの場所は知らない)。マリオ達が本物のスターストーンを持っていった後は偽物のスターストーンが再び置かれ、クッパが持って行こうとしていた。
最終決戦にて、ゴールドマン達が応援する時初めて行動を共にしていたのがルイージではなくマリオだということを知る。エンディング後にマリオが会いにいくと気まずそうな態度をとっていた。
サラリーマン
リッチリッチエクスプレスの乗客の青色のモコモコ（ネズミ）。30歳。会社の新製品であるニトロハニーシロップを輸送している途中、何者かにそのシロップを盗まれる。「会社の経費」で高級な食事をとったり観光名所を巡ったりと、気弱な性格に反してかなり腹黒い。後にウーロン街のホットドッグ屋に新製品の香辛料を加えようとしている。椅子マニア。
最終決戦ではウーロン街にてマリオ達を応援していた。
パック
リッチリッチエクスプレスの乗客の太ったキノピオ。食いしん坊でありコックが作ったランチ用のシチューを鍋ごと盗むという事件を起こした。この後コックと仲良くなった。ステージ6のクリア後もリッチリッチエクスプレスに乗り続けている。
コック
リッチリッチエクスプレスの従業員のプクプク。ユーモアセンスに長けている。外来語を多用するうえによく言葉を間違えるので、何を言っているのかよくわからない。だがコックとしての腕は一流で、彼の料理を食べるためにわざわざリッチリッチエクスプレスに乗りにくる人もいる。但し、ウェイトレス曰くキノコを使った料理しか作れないらしい。
Nintendo Switch版の最終決戦ではリッチリッチエクスプレスの従業員達と一緒にマリオ達を応援した。
ウェイトレス
リッチリッチエクスプレスの従業員の女キノピオ。頭のキノコが水玉でなく紫ハートで紫ツインテールの美女。ぽやっとした話し方が特徴で吹き出し内の台詞が常に波状で揺れており、語尾に「☆」をつけたり、伸ばしたりして話す。ミスター・トロンのファンだが、元彼が居て未練が有る様で元彼との思い出が有る貝殻のピアスを未だに大切に付けているが、何者かに貝殻のピアスを盗まれる。ゴロツキタウンのバーのチューさんから「ガラスのピアス」をもらったらしい。
ユーレイ
過去にリッチリッチエクスプレスで死亡したキノピオ。日記を探している。日記を入手した後、返さずに読もうとするとゲームオーバーとなる。返すと安心して成仏すると思いきや、「こっち」の居心地がいいので留まることにした。マリオをおどかしたりするのが好き。
ミスター・トロン
映画俳優のキノピオ。撮影を行うためにリッチリッチエクスプレスに乗車した。その後なぜかサラリーマン、ウェイトレス、マダム・ローズからそれぞれ「ニトロハニーシロップ」「かいがらのピアス」「きんのゆびわ」を盗んで5号室に隠れていた。この時マリオが対面するのは実はランペルが化けた偽者。後にトロン本人からメールが届くが、マリオのことを「マリモくん」と間違えている。『機動戦士Zガンダム』のクワトロ・バジーナがモデルとなっており、容姿がそっくりだったり、メール本文にてクワトロが劇中で使用した名台詞が用いられたりしている。またこの時のメールの写真左上には前作で登場したコワッパが背中に羽を生やし飛んだ状態で写っている。
モアモア
ステージ6、リッチリッチエクスプレスのボス。謎のモアモアした生物が大量に集まって怪物になったもので、その正体は不明。台詞は「もあもあーっ!」の一言のみ。初めはリバーサイド駅に居たのだが、マリオに攻撃された事に根に持ちマリオにくっ付いて来たのかリッチリッチエクスプレスを大群で埋め尽くし、乗客を飲み込んでしまった。

#### ピカリーヒルズ
キノビア
ピカリーしんでんの前にいる女性キノピオ。ルイージの大ファンで、興奮すると最後に言った言葉を2回言う癖がある。バッチによってルイージになっていたマリオを見て躊躇うも、依頼を受けると大興奮し「ショコラケーキ」をプレゼントする。ちょうどそのとき、偶然にも現れた本物のルイージに憤慨し、「ルイージさんに変装してなれなれしいのよ！」と罵倒した（ルイージは「悪い夢だよ。うわーん！」と逃げていった）。
レサレサ
前作に登場した、テレサの屋敷のお嬢様。エンディング後にピカリーヒルズに登場する。彼女によればセバスチャンと共にはるばるピカリーしんでんに観光に来たとのこと。
セバスチャン
こちらも前作に登場した、レサレサの執事。エンディング後にレサレサと一緒にピカリーヒルズに登場する。

#### サイハテ村
サイハテ村の村長
「サイハテ村」に住む気難しいボムへい。よそ者を嫌い、なかなかマリオに大砲を使わせようとしない。ボムへいには打ち解け込める模様で、同じボムへいのバレルを連れた状態なら話してくれる。大砲を使わせようとしない理由は争いごとに使わせたくないためである。マリオ達の事情を知った後大砲を使って月まで飛ばした。
最終決戦ではボムへい達と一緒にマリオ達を応援した。
ボムロフ
「サイハテ村」に住むボムへい。「100階ダンジョン」の地下50階まで潜るという偉業を達成する。

#### メカバッテンのアジト
エリートぐんだんいん
ぐんだんいんの上位種。黒い制服に身をまとう。雑魚敵としても登場。
けんきゅういん
ぐんだんいんの別種。雑魚敵としても登場。
バリアーン
メガバッテンが生み出した人工生物。大樹で登場する雑魚敵。
プチバリアン
バリアーンが生み出す存在。プチバリアンがいる状態だとバリアーンに一切のダメージが効かなくなってしまう。
バリアーンZ
バリアーンの上位種である雑魚敵。
プチバリアンZ
バリアーンZが生み出す存在。
バリアーンXX
バリアーンの上位種である雑魚敵。XXはバツバツと読む。
プチバリアンXX
バリアーンXXが生み出す存在。一度に2体同時に出現する。
メカドッスン
メガバッテンのアジトでカードキーを守っている。マリオに重々しく話すが、派手なクイズ勝負を挑んでくる人面岩（？）。「第66回ドキドキクイズ大会」と銘打ってクイズを出題し、クイズに負けると部下である「バリアーンXX」2匹とバトルになる。スットンとりでのドッスンと同じ喋り方をする。

#### やみのきゅうでん
カロン
ブラッディホネノコの上位種である雑魚敵。普通の攻撃でハートポイントが0になっても体が崩れるだけでしばらく経つと復活しHPも全回復するが、復活する前にファイアフラワーなどの炎属性の攻撃で止めをさすと倒せる。
下述のブラックカロンに話しかけた際には大量のカロンが出現する。
ブラックカロン
やみのきゅうでんに登場するボス敵。カロンの上位種。ゴンババ城でのブラッディホネノコのイベントと異なり、イベント中マリオが動いていないと強制ゲームオーバーになる。
ブンババ
1000年の扉の奥にある「やみのきゅうでん」に住まう黒い巨大なドラゴンで、ゴンババの兄。毒の息を吐く。現在もカゲの女王に忠誠を誓っており、宮殿を守っていた。どのような手段を使っていたかは不明だが、扉の外と連絡を取っていたようで、ゴンババとは手紙でやり取りしていたらしい。
ボス敵でもあり、バトルでは噛みつき、踏みつけ、毒の息（全体攻撃で（マリオ達がガードを失敗すると）どく状態にする）で戦う。他にも最初にチャージをして次のターンにメガブレスというきらめくパンジーさんの通常攻撃に迫るほどの強力な全体攻撃や、クラウダやビビアンには無効だが毒の息よりダメージが大きい地震攻撃も行う。メガブレスは毒の息の2倍の攻撃力で状態異常にする効果はなく事前にチャージをする事からメガブレスを放つ事を読まれる事など一見毒の息2発よりも弱く見えるが毒の息の2倍の攻撃力を1発で放つのでガードされても毒の息を2発ガードされるよりもダメージを減らされにくい利点がある。毒の息とメガブレスはゴンババの炎の色違いで毒の息はイエローグリーンに近い色、メガブレスは黄色。
2024年版ではメガブレスのエフェクトが2004年版メガブレス・毒の息・ゴンババの炎・ゾンババの3種ブレスとは別物に変更されており太いビームのようになっている。
カゲの女王
本作最終ボス。1000年の扉の奥にある「やみのきゅうでん」に封印されていた「伝説の宝」の正体であり、1000年前に現在のゴロツキタウンの位置にあった文明を滅ぼし、そこを拠点として世界中を闇に包み込んだ暗黒の支配者。その強大な力は1000年前の4人の勇者でも太刀打ちできず、最終的にはカゲの女王が自身の力を増幅させるために作った「スターストーン」を奪って、逆にこの力を利用した勇者たちが魂だけの状態にして封印した。

### 観客
ホネノコ、プニ族、テレサ、ぐんだんいん、ルイージについては上記を参照。クリボー、キラーパックン、ハンマーブロス、パンジーさん、ヘビーボムについては下記を参照。
キノピオ
ノコノコ (観客)
ヘイホー

### その他の敵キャラクター
詳細は不明だが2024年版では敵キャラクターが10体追加（あるいはものしりリストが10種類追加）されている模様。

#### その他の雑魚キャラクター
クリボー
本作最初の雑魚キャラクターの一人。ずつきで攻撃する。強さはロウェストクラスだが出現する場所は比較的多め。
観客としても登場する事もある。
ハイパークリボー
クリボーの上位種。ずつきで攻撃する。「チャージ」を使う。
ヤミクリボー
100階ダンジョン専用の雑魚キャラクター。クリボーの上位種。ずつきで攻撃する。
パタクリボー
本作最初の雑魚キャラクターの一人。羽のついたクリボー。体当たりをしてくる。空中に浮いておりハンマーが届かない。ジャンプなどを受けるとクリボーになってしまう。
ハイパーパタクリボー
パタクリボーの上位種。体当たりをしてくる。「チャージ」を使う。空中に浮いておりハンマーが届かない。ジャンプなどを受けるとハイパークリボーになってしまう。
ヤミパタクリボー
100階ダンジョン専用の雑魚キャラクター。パタクリボーの上位種。体当たりをしてくる。空中に浮いておりハンマーが届かない。ジャンプなどを受けるとヤミクリボーになっていしまう。
トゲクリボー
本作最初の雑魚キャラクターの一人。棘の付いた帽子を被ったクリボー。ずつきで攻撃する。クリボーやパタクリボーよりも攻撃力が高い。ジャンプなどの上からの攻撃を防ぎ攻撃したキャラクターはダメージを受けてしまう。
ハイパートゲクリボー
トゲクリボーの上位種。ずつきで攻撃する。「チャージ」を使う。ハイパークリボーやハイパーパタクリボーよりも攻撃力が高い。ジャンプなどの上からの攻撃を防ぎ攻撃したキャラクターはダメージを受けてしまう。
ヤミトゲクリボー
100階ダンジョン専用の雑魚キャラクター。トゲクリボーの上位種。ずつきで攻撃する。ヤミクリボーやヤミパタクリボーよりも攻撃力が高い。ジャンプなどの上からの攻撃を防ぎ攻撃したキャラクターはダメージを受けてしまう。
ヒンニャー
ゴロツキタウンの地下に登場。体に板のような物が見られ緑色の体をしている。フィールド上では体当たりによる先制攻撃を仕掛けてくる。体当たりをしてくる。
ハンニャー
ゴロツキタウンの地下の西側に登場。ヒンニャーの上位種で体の色は黄色で二本の角が生えている。フィールドでは体当たりによる先制攻撃を仕掛けてくる。体当たりをしてくる。ジャンプなどの上からの攻撃を防ぎ攻撃したキャラクターはダメージを受けてしまう。
ヘンニャー
100階ダンジョン・ゴロツキタウンの地下に登場。ヒンニャーの上位種。
ノコノコ
ドラドラ平原のハナハナ村の東・ゴンババ城に登場。甲羅や靴は赤くサングラスをかけている。フィールドではコウラアタックによる先制攻撃を仕掛けてくる。コウラアタックで攻撃をする。ジャンプなどを受けるとひっくり返ってしまう。
コウラーズ・ノコノコ
甲羅や靴が黄色のノコノコ。
ウラノコ
ウーロン街に登場。ノコノコの上位種。甲羅や靴は水色でサングラスをかけている。ジャンプなどを受けるとひっくり返ってしまうがひっくり返っている間は強力な攻撃をするようになる。
ヤミノコノコ
100階ダンジョン専用の雑魚キャラクター。ノコノコの上位種。甲羅や靴は紫色でサングラスをかけている。フィールドではコウラアタックによる先制攻撃を仕掛けてくる。コウラアタックで攻撃をする。ジャンプなどを受けるとひっくり返ってしまう。
パタパタ
ゴンババ城に登場。甲羅や靴は赤くサングラスをかけている。フィールドでは甲羅に籠って体当たりによる先制攻撃を仕掛けてくる。甲羅に籠って回転しながら体当たりをしてくる。ジャンプなどを受けるとノコノコになってしまう。
コウラーズ・パタパタ
甲羅や靴が黄色のパタパタ。ジャンプなどを受けるとコウラーズ・ノコノコになってしまう。
ウラパタ
ウーロン街に登場。パタパタの上位種。甲羅や靴は水色でサングラスをかけている。ジャンプなどを受けるとウラノコになってしまう。
ヤミパタパタ
100階ダンジョン専用の雑魚キャラクター。パタパタの上位種。甲羅や靴は紫色でサングラスをかけている。フィールドでは甲羅に籠って体当たりによる先制攻撃を仕掛けてくる。甲羅に籠って回転しながら体当たりをしてくる。ジャンプなどを受けるとヤミノコノコになってしまう。
ハイパーシンノスケ
ウーロン街に登場。シンノスケの上位種。
シンエモン
ドラドラ平原のスットンとりで・ふしぎの森で登場。スットンとりでではドッスンとのクイズ対決でマリオが負けた際に罰ゲームとして登場し、ふしぎの森では雑魚キャラクターとして登場。シンノスケの上位種で頭に棘がついており石の色が薄く足が黒い。ジャンプなどの上からの攻撃を防ぎ攻撃したキャラクターはダメージを受けてしまう。防御力が高いが、バレルの爆発かPOWブロックなどでひっくり返すと防御力がゼロになり動きも止まる。
ハイパーシンエモン
ウスグラの道で登場。シンエモン・ハイパーシンノスケの上位種。「チャージ」をしてくる。ジャンプなどの上からの攻撃を防ぎ攻撃したキャラクターはダメージを受けてしまう。
ツキシンエモン
月に登場。シンノスケの上位種。
ヤミトゲダルマー
100階ダンジョン専用の雑魚キャラクター。トゲダルマーの上位種。
グリーンチョロボン
緑色のチョロボン。マリオ達に張り付いて吸収する形で攻撃し与えたダメージの分だけ回復する。
フラワーチョロボン
桃色のチョロボン。マリオ達に張り付いて吸収する形でFPを奪う。奪った後は魔法攻撃をしてくる。
パックンフラワー
ふしぎの森で登場。
ポイズンパックン
パックンフラワーの別種。
アイスパックン
パックンフラワーの別種。
キラーパックン
100階ダンジョン専用の雑魚キャラクター。パックンフラワーの上位種。
観客としても登場する事がある。
クロクモーン
ふしぎの森で登場。
クモクモーン
クロクモーンの上位種。
ブリザード
クロクモーンの別種。
ドクガッスン
100階ダンジョン専用の雑魚キャラクターで地下91 - 99階に登場。クロクモーンの別種。
パイダース
ふしぎの森で登場。
チュランタラー
100階ダンジョン専用の雑魚キャラクター。パイダースの上位種。
サンボ
ウーロン街に登場。
ドクサンボ
サンボの上位種。
ジュゲム
ウーロン街に登場。
クモリジュゲム
100階ダンジョン専用の雑魚キャラクター。ジュゲムの上位種。
トゲゾー
ウーロン街に登場。
ソライロトゲゾー
100階ダンジョン専用の雑魚キャラクター。トゲゾーの上位種。
ボロドー
ウーロン街に登場。
オーボロドー
ウーロン街に登場。ボロドーの上位種。
バッジボロドー
100階ダンジョン専用の雑魚キャラクター。ボロドーの上位種。
ボムへい
ウーロン街に登場。
メット
オドロン寺院に登場。
トゲメット
オドロン寺院に登場。上にトゲがついているので上からの攻撃が効かない。
アカトゲメット
ウーロン街に登場。トゲメットよりも登場が早い。
パタメット
海賊の洞窟に登場。上空を飛んでいるので地上での接近による攻撃ができない。
パタトゲメット
リバーサイド駅に登場。上にトゲがついており上空を飛んでいるので上からの攻撃も地上での接近による攻撃もできないが、トゲーヲガード装備時のジャンプでトゲメットにできるので事前にトゲーヲガードを入手しているか否かでパタトゲメットやそれが出現するリバーサイド駅の難易度が変化する。
デッカクドッカンやクラウダのセクシーキッス、アイテムのキラキラおとし等でも攻撃できる。
カメック
ステージ5クリア以降のゴロツキタウンの地下に登場。
レッドカメック
ウーロン街に登場。カメックよりも登場が早い。
ホワイトカメック
ウーロン街に登場。カメックよりも登場が早い。
グリーンカメック
ウーロン街に登場。カメックよりも登場が早い。
ヤリクロウ
ウーロン街に登場。ガースの上位種。100階ダンジョンにも出現する。
ハンマーブロス
ウーロン街・ゴロツキタウンの地下に登場。
観客としても登場する事がある。
ブーメランブロス
ウーロン街に登場。
ファイアブロス
ウーロン街に登場。
ワンワン
やみのきゅうでんに登場。
レッドワンワン
ウーロン街に登場。ワンワンの下位種。
トゲノコ
ステージ5クリア以降のゴロツキタウンの地下に登場。
トゲノコエース
ウーロン街に登場。トゲノコの上位種でトゲノコよりも登場が早い。100階ダンジョンでも登場する。元々、ウーロン街にボス敵に近い形で登場していた事もあり雑魚敵の中ではHPがトップランクである。
バサバサ
オドロン寺院に登場。
バサバサチュルル
やみのきゅうでん・100階ダンジョンに登場。バサバサの上位種だが攻撃方法が異なる。ビリビリ状態であれば攻撃を無効化した上で逆にダメージを入れられる。
ヴァンパイヤーン
100階ダンジョン専用の雑魚キャラクターで地下91 - 99階に登場。バサバサチュルルの上位種。
パンジーさん
ウスグラの道に登場。
観客としても登場する事がある。
きらめくパンジーさん
ウスグラの道に登場。パンジーさんの上位種。本作の雑魚キャラクターの最強格の一体で100階ダンジョンの地下91 - 99階の雑魚敵にも負けない強さを持つ。2004年版の全ての敵の中でトップランクどころか一強の攻撃力を持ち、その攻撃力で全体攻撃で（マリオ達がガードを失敗すれば）「ねむり」状態にする通常攻撃を行う。通常攻撃は本作の敵キャラクター中トップランクの攻撃性能を誇り、このレベルの強力な攻撃を行う他の2004年版の敵キャラクターはカゲの女王・ゾンババを含めて存在しない。さらにHPも雑魚敵の中でトゲノコエースの次に高く防御力も1ながらある。バトルで先頭に配置される事はなく前の雑魚敵がマリオ達の一部の攻撃の壁のようになりがち。また、出現しても逃げる事が多く、ウスグラの道での出現率は比較的低めだが倒すと別格のスターポイント（経験値）がもらえる。
本編内にも登場する雑魚敵の中で唯一、100階ダンジョンの地下91 - 99階に登場し、100階ダンジョンでは2体同時に出現する可能性がある。
ダークテレサ
ピカリーしんでんに登場。テレサの上位種。
バブル
海賊の洞窟に登場。エルモスの下位
ファントム
やみのきゅうでん・100階ダンジョンに登場。エルモス・バブルの上位種。
キラー
海賊の洞窟に登場。キラー大砲から放たれる。
キラー大砲
海賊の洞窟に登場。キラーを放つ。
スーパーキラー
やみのきゅうでんに登場。キラーの上位種。スーパーキラー大砲から放たれる。
スーパーキラー大砲
やみのきゅうでんに登場。キラー大砲の上位種。スーパーキラーを放つ。
ヘビーボム
海賊の洞窟に登場。最初に点火して、次の防御力アップ状態になり、次に攻撃力アップ状態になり、次にチャージをし、最後に自爆を行う。炎や爆発を受けると即爆発するが攻撃力が上がる前にあえてそれらで攻撃することも場合によっては有効である。
ジャイアントボム
100階ダンジョン専用の雑魚キャラクターで地下91 - 99階に登場。ヘビーボムの上位種。行い行動はヘビーボムと同じだが最後の自爆はきらめくパンジーさんの通常攻撃に迫る攻撃性能を持つ。
マホマホ
やみのきゅうでんに登場。
マホーン
100階ダンジョン専用の雑魚キャラクター。マホマホの上位種。
マホマホーン
100階ダンジョン専用の雑魚キャラクターで地下91 - 99階に登場。マホーンの上位種。

#### その他のボスキャラクター
バッテンダーロボ
ペケダーの操縦するロボ。
バッテンダー・マーク2
ペケダーの操縦するロボでバッテンダーロボの上位種。
ゾンババ
100階ダンジョンの最下層にいる隠しボス。ゴンババとブンババの姉。すでに死んだせいか現在は骨だけになって言葉も話さない。炎以外の状態異常にはならない他、マリオ達を眠らせる、混乱させるなどの効果のあるブレスを吐く。体力が減るとたまに回復する。本作の敵キャラクターの中でもトップランクの強さを持つ。
ゴンババ城でペーパーモードができるようになった段階で100階ダンジョンに入ることができるため、カゲの女王や、ゴンババ、ブンババより早く出会うことも理論上は可能である。

## アイテム一覧
キノコ / スーパーキノコ / ウルトラキノコ
HPを回復する。スーパーはHPの回復量が多く、ウルトラはさらにHPの回復量が多い。
ハニーシロップ / メイプルシロップ / ローヤルゼリー / ローヤルキャンディ
FPを回復する。メイプルはFPの回復量が多く、ローヤルゼリーはさらにFPの回復量が多く、ローヤルキャンディはナンシーの料理の一つでさらにFPの回復量が多い。
ハニーキノコ / ハニーキノコS / ハニーキノコZ / メイプルキノコ / メイプルキノコS / メイプルキノコZ / ローヤルキノコ / ローヤルキノコS / ローヤルキノコZ
ナンシーの料理でHPとFPを同時に回復する。SはさらにHPの回復量が多く、ZはさらにHPの回復量が多く、メイプルはさらにFPの回復力が多く、ローヤルはさらにFPの回復力が多い。
しなびたキノコ
HPを1回復する。ストーリー上でも大樹などで登場し、ストーリー上でも必ず1個買う事になる。
しっぱいりょうり
ナンシーの料理の一つ。その名の通り基本的にはナンシーの料理の中では最下位の存在とされており多くの食材や多くの食材の組み合わせで出来上がる。
スッキリドリンク
「どく」などの状態異常を治す。
ファイアフラワー
敵全体に火属性の3ダメージを与える。石の敵などには効かない。
POWブロック
全ての敵に地震属性の2ダメージを与えてひっくり返す。
かみなりゴロゴロ / かみなりドッカン
雷属性の5ダメージを与える。クロクモーン・クモクモーンを回復させてしまう。ゴロゴロは敵1体を攻撃し、ドッカンは敵全体を攻撃する。
こおりのいぶき
敵全体に氷属性の3ダメージを与えて「こおり」にする。火の敵には4ダメージを与えるがサイハテ村の敵には効かない。
スイトルチュルル
敵1体に5ダメージを与えてHPを5回復する。
ゆらゆらじしん
地上と天井の敵全てに地震属性の5ダメージを与える。POWブロックと異なり、こちらはダメージが高い代わりに浮遊や、空中にいる敵には効かない。
キラキラおとし
敵全体に6ダメージを与える。
ナンシーダイナマイ
ナンシーの料理の一つ。敵全体に7ダメージを与える。
テレサのふく
味方を「とうめい」にする。
グルグルめまわし
敵全体を「グルグル」にする。ストーリー上で必ず1個買う事になる
イレカエール
現在値HPと現在値FPを入れ替える（最大値は超えない）。一見料理に使えそうな材料には見えないが意外にもナンシーの料理での使い道は多い。

## バッジ一覧
基本的には2004年日本語版について記述する。
ガツーンジャンプ / ツギツギジャンプ / ミニミニフミィ / ネムラセフミィ / フニャフニャフミィ / タツマキジャンプ / レンゾクジャンプ / ガツーンナグーリ / ツラヌキナグーリ / ハンマーナゲール / コンランナグーリ / アイスナグーリ / ジシーンアタック / ファイアナグーリ
装備するとマリオがつけたバッジに応じた技を使える。
チャージ / チャージP
チャージを装備するとマリオが「チャージ」を使えるようになり、チャージPを装備すると仲間が「チャージ」を使えるようになる。
ニカイアイテーム / ニカイアイテームP
ニカイアイテームを装備するとマリオが「ニカイアイテーム」を使えるようになり、ニカイアイテームPを装備すると仲間が「ニカイアイテーム」を使えるようになる。それぞれを2個装備すると「サンカイアイテム」を使えるようになる。
パワープラス / パワープラスP
パワープラスを装備するとマリオのジャンプとハンマーの攻撃力が1上がり、パワープラスPを装備すると仲間の攻撃力が1上がる。
ナイスデボウギョ / ナイスデボウギョP
ナイスデボウギョを装備するとマリオがカードを成功させた時に受けるダメージが減り、ナイスデボウギョPを装備すると仲間がガードを成功させた時に受けるダメージが減る。
ピンチデガンバル / ピンチデガンバルP
ピンチデガンバルはマリオに効果がありピンチデガンバルは仲間に効果がある。装備するとピンチの時に攻撃力が2上がる。
アイスノチカーラ
装備するとマリオがエルモス・バブル・ファントムに与えるダメージが+1され、ジャンプで攻撃できるようになりその際にダメージを受けなくなり、攻撃されて受けるダメージも1減らすこともできる。
トゲーヲガード
装備するとマリオが上にトゲがついた敵・トゲダルマーにジャンプやハンマーで攻撃できるようになりその際にダメージを受けなくなる。
ダメージガエシ
100階ダンジョンの隠しボスであるゾンババを倒すと手に入るバッジ。装備するとマリオに直接攻撃した敵に受けたダメージを半分を与える。
イツーモゲンキ / イツーモゲンキP
イツーモゲンキを装備するとマリオが一部の状態異常にならなくなり、イツーモゲンキPを装備すると仲間が一部の状態異常にならなくなる。
スバヤクカワール
バトル中に「なかまチェンジ」した時にターンを消費しなくなる。
ピッキョローンA / ピッキョローンB / ピッキョローンC / ピッキョローンD / ピッキョローンE
マリオが攻撃した時に特別な音となる。音はAならカエルの鳴き声、Bならヘンテコな音、Cはネズミの鳴き声、Dならピーチの声、Eならクッパの声である。
ピッキョローンAの装備はゴンババ戦では基本的に重要である。
エムブレームL / エムブレームW
Lを装備すればマリオの服の色がルイージの色になり、Wを装備すればマリオの服がワリオの色になり、両方を装備すればマリオの服がワルイージの色になる。

## 主な土地
基本的には2004年日本語版について記述する。
ゴロツキタウン
今回のマリオの冒険の拠点となる街で『マリオストーリー』のキノコタウンに近いポジション。街の地下には「1000年の扉」があり、大昔に沈んだ大都市の遺跡がそのまま地下に残っている。街は東西のエリアに分かれているが、西（「モンテオーネ・ファミリー」というマフィアが支配しているエリア）より東（「スネイル盗賊団」が支配しているエリア）のほうが治安が悪い。ゲーム序盤では、モンテオーネ・ファミリーとスネイル盗賊団が抗争をしている様子も見られる。街の南には港がある。ストーリーの幕開けは鞍馬天狗の「ごろつき船」に準じている。
ゴロツキタウンの地下
ゴロツキタウンの地下にある遺跡のような場所。
100階ダンジョン
隠しダンジョン。ゴロツキタウンの地下に広がる地下100階まであるダンジョン。ちずではゴロツキタウンの地下の一部として扱われる。10階ごとに、バッジやレアアイテムの入った宝箱がある。また、ここにある土管でスタート地点に戻ることもできる。
ダンジョン内ではセーブはおろかレベルアップやアイテム以外での回復もできない。
2024年版では入口の広間にセーブブロックとかいふくブロックが追加された。
ドラドラ平原
ゴロツキタウンの東にある平原。いつもポカポカと暖かい。西側（ゴロツキタウンと繋がっている土管やゴンババ城があるエリア）と東側（ハナハナ村の東にあるエリア）が存在する。西側はスタート地点でゴンババ城が存在する。東側は遺跡やスットンとりでが存在する。
2024年版では西側の名称となっており、東側の名称はシンノスケがいる遺跡の入り口までは下記の「スットンとりでへの道」となりシンノスケがいる遺跡以降は「スットンとりで」と統合されている。
スットンとりで
東側のドラドラ平原の奥にある砦。ちずではドラドラ平原の一部として扱われる。雑魚敵としてチョロボンが存在する。
2024年版ではちずではドラドラ平原とは独立して扱われており、2004年版でドラドラ平原の一部として扱われていたシンノスケがいる遺跡からドッスンのいる遺跡の入り口までの道もスットンとりでとして扱われている。
スットンとりでへの道
2024年版における上記のドラドラ平原の東側のシンノスケがいる遺跡の入り口までの名称。もちろんちずではドラドラ平原とは独立して扱われる。道中ではノコノコ達との強制バトルがあり、2024年版ではこのバトルで観客がマリオ達に物を投げる事があるという説明が行われる。
ハナハナ村
自然に囲まれたのどかな村。ドラドラ平原の間にある。ノコノコやキノピオ、フラワーさんたちが暮らしている。
2024年版ではドラドラ平原とスットンとりでへの道の間にある村とされている。
ゴンババ城
巨大なドラゴン、ゴンババが住んでいる城。ドラドラ平原の西側に存在する。内部はとても広く、さまざまな仕掛けが施されている。最初の「スターストーン」があるダンジョン。吟遊詩人の話では、「スターストーン」を置くためにカゲの女王が作った城らしい。中に転がっているカメの死骸（骨）に、手紙を持っているものがあり、そのあて先が彼の息子の「チャールズ」となっている。『マリオストーリー』にて、同名のノコノコが存在しているが、関係は不明。
ふしぎの森
ゴロツキタウンの北にある、怪しくも美しい森。不思議な生物が生息している。草木はすべてモノクロ。
クラウダの家
ふしぎの森のはずれにポツンと建っている、クラウダの家。意外と豪華で、作中の仲間の家の中ではいちばん広い。
大樹
プニ族とトゲ族のすみか。最深部には「スターストーン」が隠されている。マリオたちが初めて訪れたときはメガバッテン軍団によって支配されていた。爆弾で爆破されかけた。
ウーロン街
空中に浮かぶ街。とうぎ場ではたくさんの選手たちが日夜激しいバトルを繰り広げている。とうぎ場のリングには何か秘密があるらしい。
ウスグラ村
ウスグラさんが住む村。「ウスグラ」という名前のとおり、一日中薄暗い。寺院のカネが鳴るごとに住民がブタにされるという奇妙な現象が起きていた。
ウスグラの道
ウスグラ村とオドロン寺院を結ぶ道。常に足元に注意して進まなければならない。
オドロン寺院
ウスグラ村を出て、森を奥へと進んだところに建っている、とても不気味な雰囲気が漂う寺院。大窓にランペルらしきステンドグラスが張られている。
トロピコアイランド
ゴロツキタウンから南に向かったところにある無人島。海賊王に呪われている島といわれている。
海賊のどうくつ
昔、海賊達が隠れ住んでいた洞窟。いたるところに海水が流れこんでいて、座礁した船もあちこちにある。最深部にはコルテスの船「ブラックスカル号」がある。
リッチリッチエクスプレス
ゴロツキタウンからピカリーヒルズまで行く列車。マリオ達のちずには載っていない。
リバーサイド駅
ゴロツキタウンとピカリーヒルズの間にある駅。燃料補給のため、必ず停車する。今は人がおらず、モンスターのすみかとなっている。かつては川が流れていたが、今は枯れている。ここから見る夕日の美しさはセレブたちのあいだで評判。
ピカリーヒルズ
リッチな人々が暮らしている街。「リッチリッチエクスプレス」に乗ると行くことができる。街の奥には「ピカリー神殿」がある。
ピカリーしんでん
スターストーンが隠された神殿。「吸い込まれそうなくらい大きな絵」にはなにか秘密があるらしい。神官は、探偵(を気取っていた)ポワン。
サイハテ村
雪に覆われた土地。西側にはモンスターがいる。東側には集落がありボムへいたちが暮らしている。月までとばす威力のある大砲がある。
月
マリオたちが暮らす世界とは違い、かなり歩きにくい。一方向に歩き続けると、一周して戻ってくる。宇宙服がなくても呼吸ができる。モンスターもいる。
メガバッテンのアジト
月の上に建っているメガバッテン軍団のアジト。さまざまな仕掛けがマリオを待ち受ける。
やみのきゅうでん
「1000年の扉」の奥に広がる、カゲの女王の住む宮殿。

## ステージ
前作と同様、9つのステージに分かれている。そして、そのそれぞれに独立したストーリーがある。ステージ名の下にストーリーを示す。
プロローグ 〜ゴロツキタウンへようこそ！〜
マリオはピーチ姫から送られてきた地図を手がかりに「ゴロツキタウン」を訪れ、そこで有名考古学者のフランクリとその弟子・クリスチーヌと出会う。彼から「魔法の地図」のことを聞いたマリオは、ゴロツキタウンの地下にある「1000年の扉」へと向かう。
ステージ1 〜マリオとお城とドラゴンと〜
魔法の地図により、最初の「スターストーン」は「ドラドラ平原」にあることがわかった。そしてマリオはスターストーンを求めてドラドラ平原の「ハナハナ村」に立ち寄った。この村では最近、ゴンババというドラゴンの襲来による被害が相次いでいるとのこと。そこで、マリオはハナハナ村の青年ノコタロウと共にドラゴン退治を引き受けることになった。平原の奥に佇む「スットンとりで」で太陽と月の鍵を手に入れ、マリオたちはゴンババの居城に潜入する。
ステージ2 〜ふしぎの森の大きな木〜
次のスターストーンは「ふしぎの森」の「大樹」にあることが示された。早速そこへ向かおうとすると、プニプニした生き物、プニオに出会う。プニオは自分たちの住む大樹がわるいやつら（メガバッテン軍団）に荒らされており、助けを求めてやってきたという。マリオはプニオと共に、森に住む雲の妖精クラウダを仲間に加え、大樹へ向かう。
ステージ3 〜もえよ！ チャンピオン〜
次に魔法の地図が示したのは空飛ぶ街、「ウーロン街」だった。ここには「闘技場」があり、選手たちがバトルを繰り広げている。マリオたちがリングを観戦していると、チャンピオンであるゴールドホークが現れ、その彼が持っていたチャンピオンベルトにスターストーンがついているのを発見する。マリオたちは優勝してベルトを手にいれようと、選手として参加することにした。チビヨッシーを仲間に加え順調に勝ちあがっていくマリオたち。勝ち上がっていくにつれ謎の失踪を遂げる選手たち、「X」を名乗る怪人物からの指令メールなど、マリオたちは多くの謎を解き明かしていく。
ステージ4 〜ブタのためにカネはなる〜
4つめのスターストーンを求めて冒険を続けるマリオ一行は、キノコ王国の西部にある村「ウスグラ村」を通りかかった。マリオたちはその村がブタで溢れかえっているのに疑問を抱く。ウスグラ村の村長の話によると、村には呪いがかかっており、森の奥にある「オドロン寺院」の鐘が鳴るたびに村民が1人ブタに変えられてしまうらしい。そこでマリオたちはオドロン寺院に棲む呪術使いの謎の魔物（ランペル）を退治することになった。そしてマリオたちは見事謎の魔物に打ち勝つが、マリオは逆にその魔物に体を奪われ、自身は名も無きカゲと化してしまう。マリオを騙る魔物に容易く騙されてしまう仲間たち。そんな状況に陥っていた彼の前に現れたかつての敵・ビビアンと共に、マリオは再度オドロン寺院へと向かうのであった。
ステージ5 〜トロピコアイランドの大海賊〜
5つめのスターストーンの在処は南海に浮かぶ無人島「トロピコアイランド」だった。トロピコアイランド近海は海が荒れやすく、さらに「海賊王の亡霊」が出る場所だと噂され、人々に恐れられていた。そんな島に大富豪マルコや伝説の水夫バレルの力を借りて勇ましく島への船を進めるマリオ一行だが、トロピコアイランド到着寸前に無数の人魂に襲われ、船員はみんな遭難してしまうも、なんとかトロピコアイランドにたどり着いた。
ステージ6 〜リッチリッチエクスプレス3日間〜
マリオ一行は6つめのスターストーンが眠る「ピカリーヒルズ」へ向かうため、夢の高級列車「リッチリッチエクスプレス」に乗り込んだ。同じ頃、ピカリーヒルズのスターストーンの存在を嗅ぎつけていたメガバッテン総統・バツガルフは、マリオより早くスターストーンを手に入れるため、ビビアン離反後のカゲ2人組と新しく仲間になったランペルにマリオの足止めを命じた。車内で多くの不審な事件や出来事がおこりながらも、列車の旅を楽しむマリオ一行にカゲ2人組とランペルの魔の手が襲い掛かる。
ステージ7 〜はるかなる月を目ざして〜
魔法の地図は最後のスターストーンの在処を「月」と示した。しかも同じころ、ピーチ姫から「月のメガバッテンのアジトにいる」というメールが届いた。しかし、月に行く方法が思いつかず困り果てるマリオ一行。フランクリに相談すると、『「サイハテ村」にある巨大大砲で月に飛ばしてもらえ』、というとんでもないアドバイスをもらった。マリオ一行はメガバッテンを倒すために、そしてピーチ姫を助けるために多くの人々の力を借りて危険を顧みず月へと向かい、そして遂にメガバッテンの基地に潜入した。
ステージ8 〜スターストーンと伝説の宝〜
7つのスターストーンがマリオの手元に集まり、ついに「1000年の扉」が開かれた。月のアジトからなんとか逃げ延びたバツガルフは、ピーチ姫を連れて扉の中に逃げ込んでしまう。フランクリの調査によると、この扉の奥には1000年前に古代都市を滅ぼしたという「魔物の魂」が封印されているとのこと。その魔物の魂がバツガルフの手に渡ると世界が滅ぼされかねない。マリオ一行はキノコ王国を救うため、1000年の扉の向こうへと最後の冒険に出発する。最後の勝負に出ようとするメガバッテン、不審な動きをするカゲ三人組、秘宝を求めて扉の向こうにやってきたクッパ、魔物復活の生贄となったピーチ姫、そして遂に蘇る魔物・カゲの女王。多くの意志が集う中、世界は闇に包まれる。そして、カゲの女王とマリオたちの戦いが幕を開けた。

## Nintendo Switch版
2023年9月14日に配信されたNintendo Directにて、Nintendo Switch用のリメイク版の発売が発表され、2024年5月23日に発売された。ペーパーマリオシリーズ初のリメイク作品であり、1つのハードで2つ以上の作品が発売されるのもこれが初である。本作ではCEROによるレーティングがオリジナル版のCERO：A（全年齢対象）からCERO：B（12才以上対象）へと引き上げられ、マリオシリーズとしてはスーパーマリオ オデッセイに続く2作目のCERO：B（12才以上対象）の作品となった。また、PEGIもPEGI：3からPEGI：7に引き上げられている。

### 原作との変更点
- フレーム数がGC版の60fpsから30fpsに下がった。
- 前述のレーティング。
- 中国語（簡体及び繁体）版、オランダ語版、韓国語版の追加。
- グラフィックの向上。これにより、世界観が原作のような2D調とシリーズの後期作品のようなペーパークラフト風の両方の要素を持つようになった。
- 画面比率の変更。
- バトルたつじんのキノピオが新たに登場し、戦闘の練習をさせてくれるようになった。
- 隠しボスの追加。
- 全ての仲間から冒険のヒントを聞けるようになった。
- 仲間を素早く変更する「なかまリング」の追加。
- バトル中、「ものしりかくにん」が可能になった。
- 一部セリフの変更。
- アートギャラリー、サウンドギャラリーの追加。
- ゆうぎ場のスロットゲームシステムの変更。
- ゆうぎ場の店員テレナのヘアバンドがうさ耳型から海外版同様ネコ耳型に変更。
- 一部表現の変更。
- キャラクターの表情及び後ろ姿などのグラフィックの追加。
- 一部アニメーションの変更・追加。
- ゴロツキタウンの地下から別ステージに移動する青ドカンの仕様変更。
- 1作目のキャラクターの写真やマップが登場するなど、シリーズ関連のネタの追加。
- キャラクターのセリフの表示に合わせて、そのキャラクターの声のような音が鳴るようになった。
- 楽曲のアレンジ。
- 一部楽曲の追加。
- 楽曲の新パート追加。
- エリアごとの通常戦闘曲の変化。
- ビビアンの性別が体は男の子だけど心は女の子に統一。
- タイトル画面のキャラクターがストーリーを進めるごとに増えていくように変更。

その他多くの細かな変更が確認できる。